# Barfüsserkloster Zürich

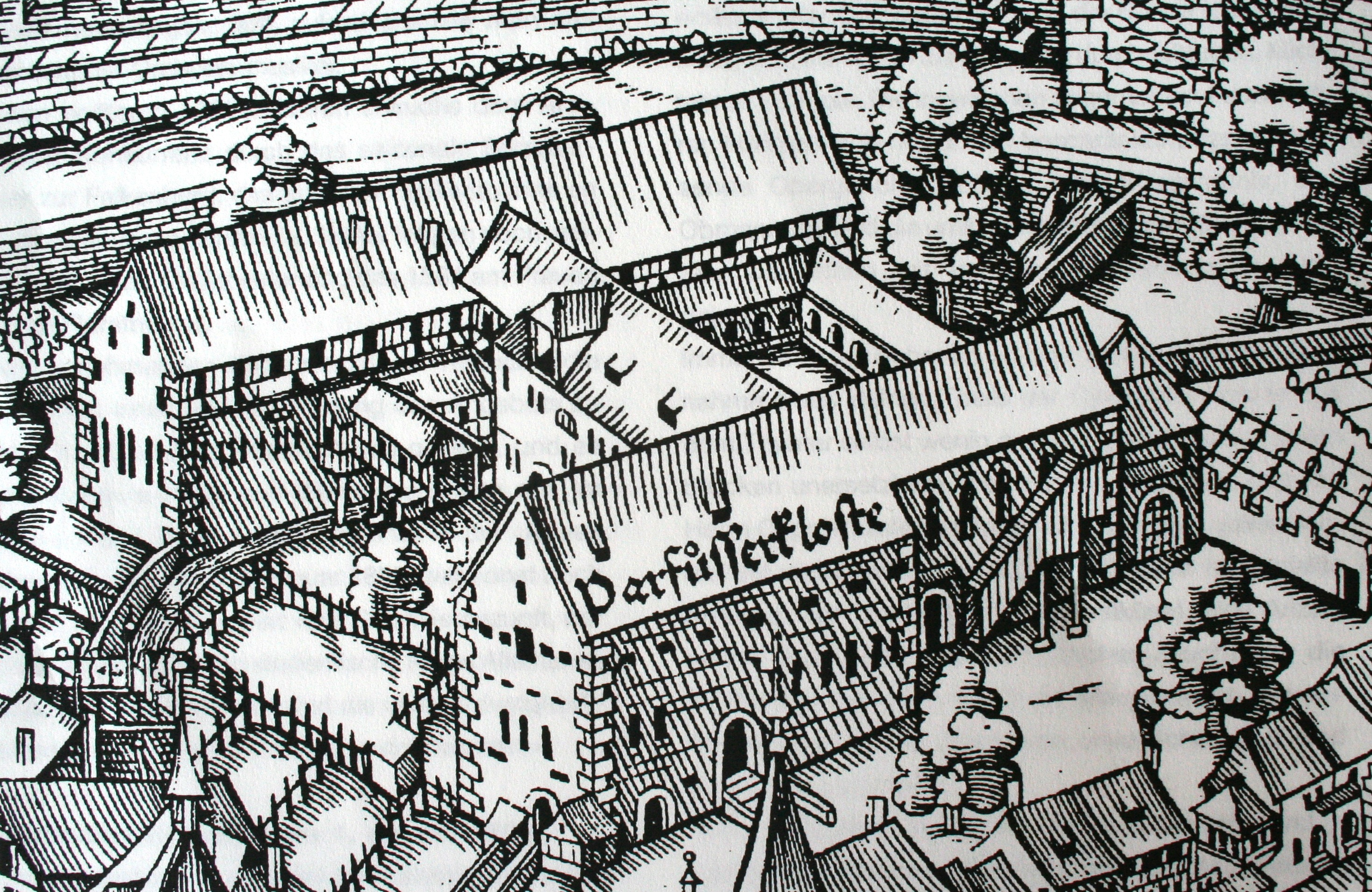
Das Barfüsserkloster auf dem Murerplan von Jos Murer 1576

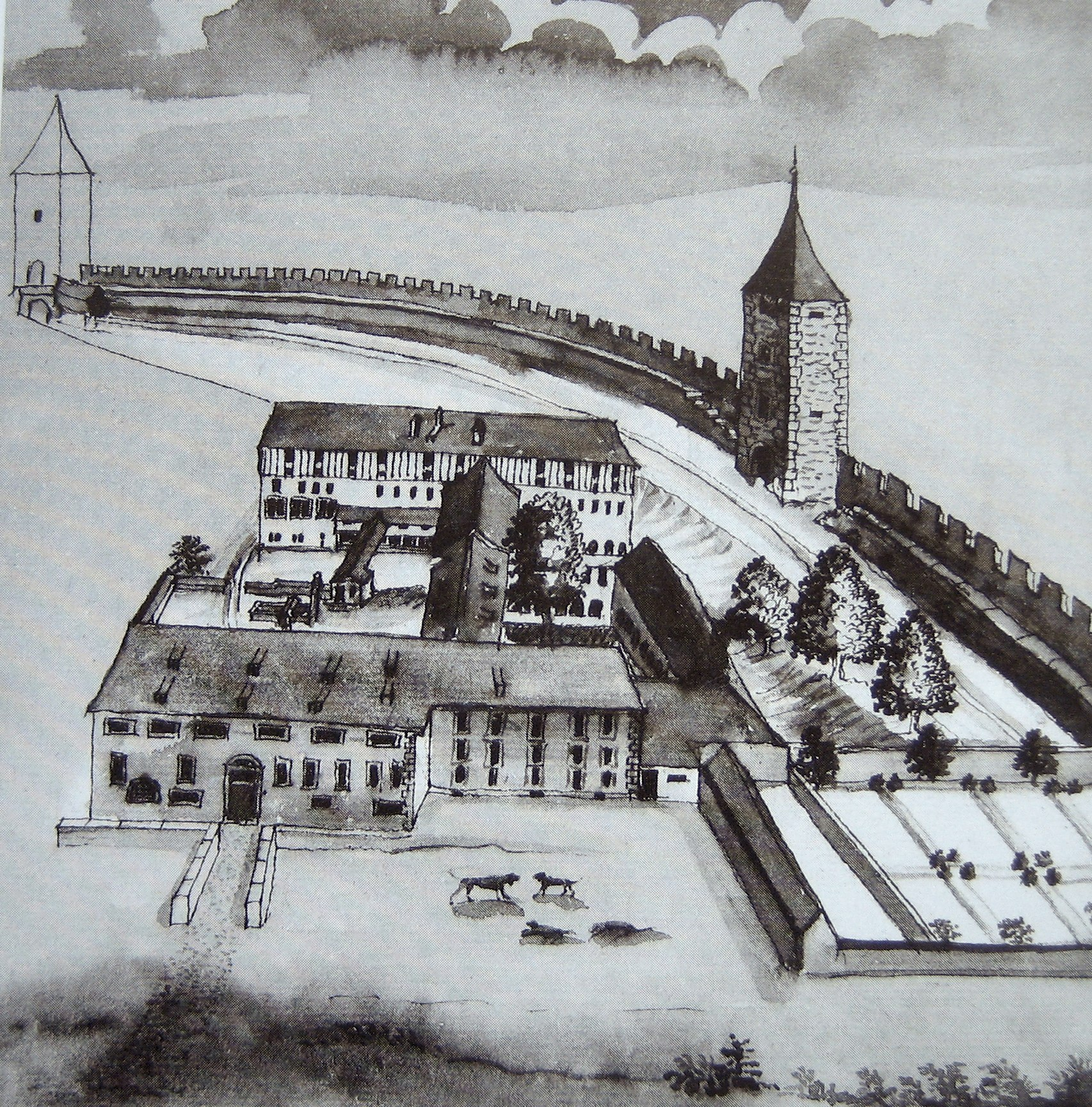
Das Barfüsserkloster auf einer Darstellung von Gerold Escher, um 1700

Das Barfüsserkloster war ein Kloster der Franziskaner, eines Barfüsser- und Bettelordens, in der Stadt Zürich. Es gehörte zur Oberdeutschen (Strassburger) Franziskanerprovinz, Provincia Argentina, und lag in der Diözese Konstanz. Das Kloster lässt sich seit 1247/48 nachweisen und wurde 1524 aufgehoben.

## Lage
Das Barfüsserkloster lag am südöstlichen Rand der Altstadt unmittelbar hinter den Stadtmauern in der Nähe des Neumarkt- oder Kronentores am Ende des Neumarktes und des Lindentores am Ausgang der Kirchgasse. Im Osten wurde das Areal durch die Stadtmauer und den Hirschengraben begrenzt, im Nordwesten durch die Häuser am Neumarkt und im Südwesten durch die Gasse der Unteren Zäune. Die Ausrichtung der Gebäude von Südost nach Nordwest dürfte durch den Verlauf des Wolfbachs bestimmt worden sein.

## Geschichte

### Gründung
Über die Gründung des Barfüsserklosters liegen keine schriftlichen Quellen vor. In der Chronik von Johannes Stumpf heisst es: Disen Munchen des Barfoterordens ward in der Statt Zürych auch ein closter gebauen durch die burger, des ich doch kein jarzahl find, doch ist es im 1240 schon in wirden gestanden. Und Heinrich Bullinger schreibt: Das Barfüsserkloster ist nitt unlang nach dem predigerkloster um das Jahr 1240 angehept und buwen worden, durch hilff der Burgern und des Bätgelds. Diese Angaben lassen auf eine Gründung um 1238 schliessen, die vermutlich von Konstanz aus initiiert wurde; der Franziskanerorden war 1210 in Italien gegründet worden, ab 1221 entstanden zahlreiche Klöster nördlich der Alpen. 

### Beziehungen zum Adel
Die Frage nach der Stifterschaft bleibt angesichts der dünnen Quellenlage offen. Als Stifter sind eher mehrere Adlige als ein Einzelner zu vermuten. Die Zürcher Barfüsser standen in enger Beziehung zum Adel aus der Umgebung wie zum Beispiel den Grafen von Kyburg und traten als deren Zeugen oder gar Siegler auf. Auch zu den Regensbergern bestanden Beziehungen, wurde doch Ulrich I. von Regensberg (1230–1281) in der Kirche des Barfüsserklosters bestattet. Die Art dieser Beziehungen ist jedoch nicht bekannt.
Auch zu den führenden Familien und einflussreichen Politikern Zürichs bestanden gute Kontakte. Zu den Pflegern des Klosters gehörten unter anderen Jakob (1247) und Rudolf Mülner (1287), Heinrich Bilgeri (1324) und Bürgermeister Rudolf Brun (1349).

### Schauplatz von Versammlungen
Das Kloster war mehrere Male Schauplatz von Versammlungen von überregionaler Bedeutung. 1310 urkundete König Heinrich VII. im Beisein zahlreicher Bischöfe und Adligen, und 1336 wurde hier nach dem Umsturz die Brunsche Zunftverfassung beschworen und Brun zum Bürgermeister gewählt. Auch bot das Kloster Raum für öffentliche Versammlungen und Beratung von Rechtsgeschäften der Bürger.
Politisch gesehen standen die Franziskaner auf Seiten des Volkes und stellten innerhalb der städtischen Politik einen gewissen Machtfaktor dar. Auch ab 1350, nach dem Rückgang der Bedeutung der Barfüsser, blieb das gute Verhältnis zur Stadt bestehen. Das Klosterareal wurde weiterhin für Versammlungen in Anspruch genommen.

### Organisation
Über die Organisation des Klosters liegen nur spärliche Quellen vor. Klosteroberer war der Guardian, dem ein Vizeguardian zur Seite stand. Lektoren übten das Amt eines Lehrers aus. Dazu kamen mehrere Ordensleute für Betrieb und Verwaltung des Klosterbesitzes.

### Bestattungen
Für einen Friedhof beim Barfüsserkloster liegen keine Quellen vor, ein solcher wird erst im Spätmittelalter erwähnt. Bei der ersten Grablege handelt es sich wahrscheinlich um diejenige von Ulrich von Regensberg von 1281. Gegen 1300 nahmen die Barfüsser je länger je mehr Stiftungen für Grablegungen auch für Laien entgegen. Aus der ersten Hälfte des 14. Jahrhunderts sind mehrere davon überliefert, so stiftete 1416 Anna Gloggnerin 23 Pfund an den Konvent und bat, hier bestattet zu werden und 1450 kaufte Ritter Gotfried Escher eine Grablege vor dem Altar; auch seine beiden Söhne Johannes und Heinrich sowie sein Enkel Jakob († 1524) wurden hier bestattet.
Der Friedhof lag an der westlichen Ecke der Kirche, 1936 wurden dort mehrere Bestattungen entdeckt. Nach der Reformation wurde der Friedhof zum Platz umgestaltet. Ein 1484 erwähntes Beinhaus stand an der Nordwestecke des Langhauses.

### Frauenseelsorge
Um 1300 begann der Konvent, in der Umgebung des Klosters Häuser zu kaufen und darin alleinstehende Frauen unterzubringen. Auf diese Weise entstand zwischen den Oberen und den Unteren Zäunen ein Beginenquartier. Die Frauen stammten meist vom Land aus unteren Bevölkerungsschichten. Zudem übte der Zürcher Konvent die Aufsicht über Ordensgemeinschaften auch ausserhalb der Stadtmauern aus, darunter das Kloster Wyden in der Herrschaft Rapperswil – die Auflösung des sogenannten Wydenklösterlis wurde am 21. Dezember 1521 von Bruder Jörg Honer namens des Kustos bestätigt.

### Stiftungen und Schenkungen
Im Laufe des 13. Jahrhunderts nahmen die Schenkungen und Stiftungen schnell zu. Die früheste Urkunde stammt aus dem Jahr 1273: Heinrich Kiseling schenkte dem Kloster ein Haus an der Barfüsser Hofstatt. Im 14. Jahrhundert begann der Konvent, vermehrt Grundbesitz zu erwerben, so erwarb man beispielsweise 1353 am Neumarkt ein Haus von Rudolf Brun. Im 15. Jahrhundert kam es zu einer beträchtlichen Ausweitung von Gütern, Liegenschaften und Ländereien. Den flächenmässig grössten Anteil des klösterlichen Grundbesitzes stellten die Rebberge dar; die gesamte Fläche der von Zollikon bis Höngg reichenden Parzellen dürfte etwa 50'000 m² betragen haben. Daraus lässt sich der Ertrag errechnen: Demnach muss im Jahr 1513 jedem der höchstens sechs Ordensbrüder ein Weinkonsum von 2,3 Liter pro Tag zur Verfügung gestanden haben.

### Reformation
Wie die Prediger und die Augustiner scheinen die Zürcher Franziskaner keine grundsätzlichen Gegner der Reformation gewesen zu sein, waren jedoch gegen Zwingli eingestellt. Am 12. April 1523, nach dem imbis, versammelten sich in der Kirche noch einmal 40 Männer. Zum weiteren Verlauf der Ereignisse oder zur Aufhebung des Klosters liegen keine Berichte vor. Am 3. Dezember 1524, nach der Aufhebung der Klöster in Zürich, kamen die übrig gebliebenen Augustiner- und Predigermönche in den Längstrakt des Barfüsserklosters und erhielten eine Rente. Gleichzeitig erhielt das Kloster einen neuen Pfleger. Durch die Anwesenheit der Mönche waren die Bücher der Bibliothek besser geschützt als in anderen Klöstern, und der Büchersturm von 1525 betraf wahrscheinlich auch hier nur die liturgischen Bücher. Der ehemalige Priester Enoch Metzger OFM vermachte sie auf seinen Tod der Stiftsbibliothek Grossmünster, wo Conrad Pelikan wirkte, der die Bücher 1535 entgegennahm und in seinem Katalog inventarisierte, sodass heute 46 Bände bekannt sind.
Am 14. Mai 1526 beschloss der Rat, die sieben Altäre der Barfüsserkirche abzubrechen. Der Hauptaltar kam ins Grossmünster, wo er zum Bau des neuen Kanzellettners verwendet wurde. Das Chorgestühl wurde 1527 mit den Gestühlen der anderen aufgehobenen Zürcher Klöster nach St. Peter verbracht.

## Kirche
Errichtet wurde die Kirche in der Mitte des 13. Jahrhunderts. Sie war eine flach gedeckte dreischiffige Pfeilerbasilika, nördlich daran angeschlossen war ein rechteckiger Chor mit einer flachen Holzdecke. Auffallend ist die Kombination von grosser Länge, engen Abstände der Langhausarkaden und geringer Höhe.
Die Umrisse der östlichen Chormauer zeichnen sich am hinteren Flügel des Obergerichtsgebäudes heute noch klar ab. Der Haupteingang lag, wie auf dem Murerplan ersichtlich, an der Südwestseite gegen den Friedhof. Die drei Schiffe waren durch mächtige Rechteckpfeiler voneinander abgetrennt. Die Bogenläufe waren gequadert, das Mauerwerk verputzt. Die Sakristei schloss an die östliche Chorwand an.

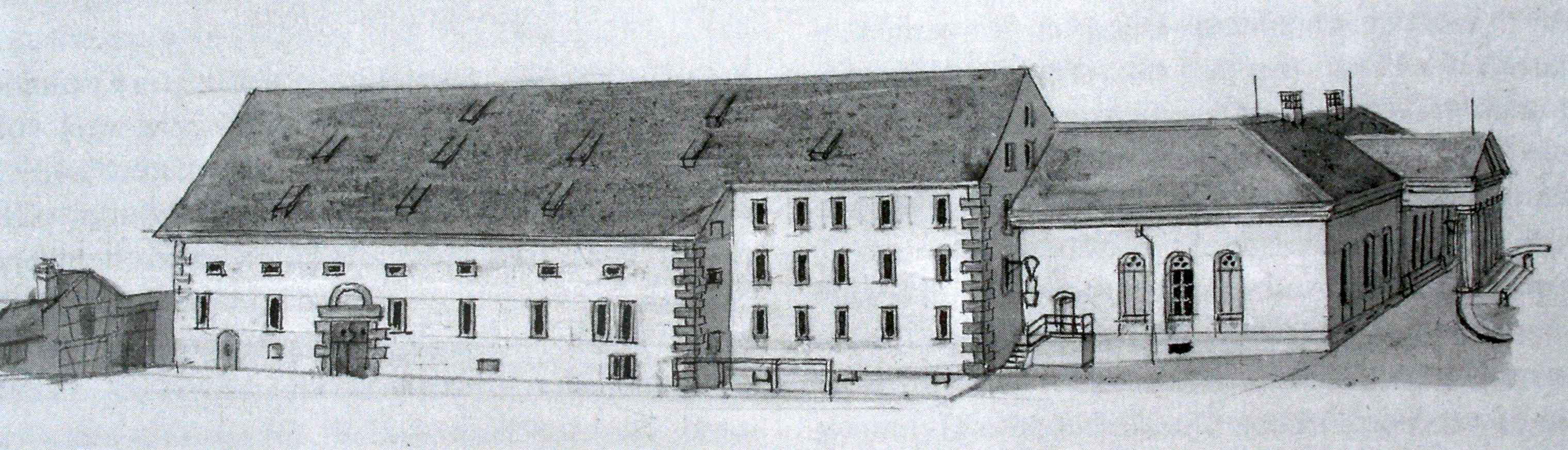
Ehemalige Kirche, Ansicht von Südwesten, um 1830
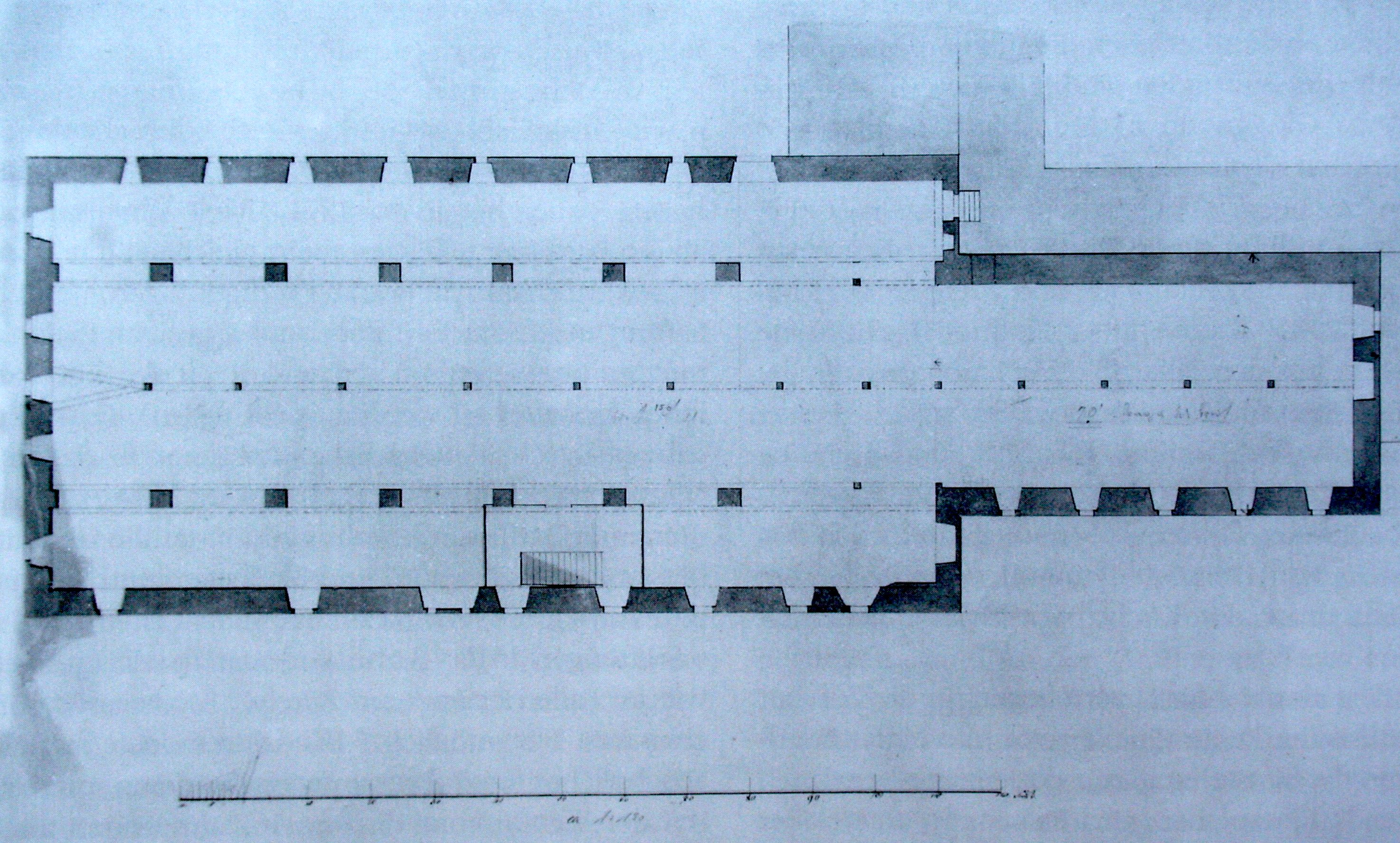
Grundrissplan der Kirche mit Pfosten in der Mittellinie zum Abstützen des später eingebauten Zwischenbodens, um 1833
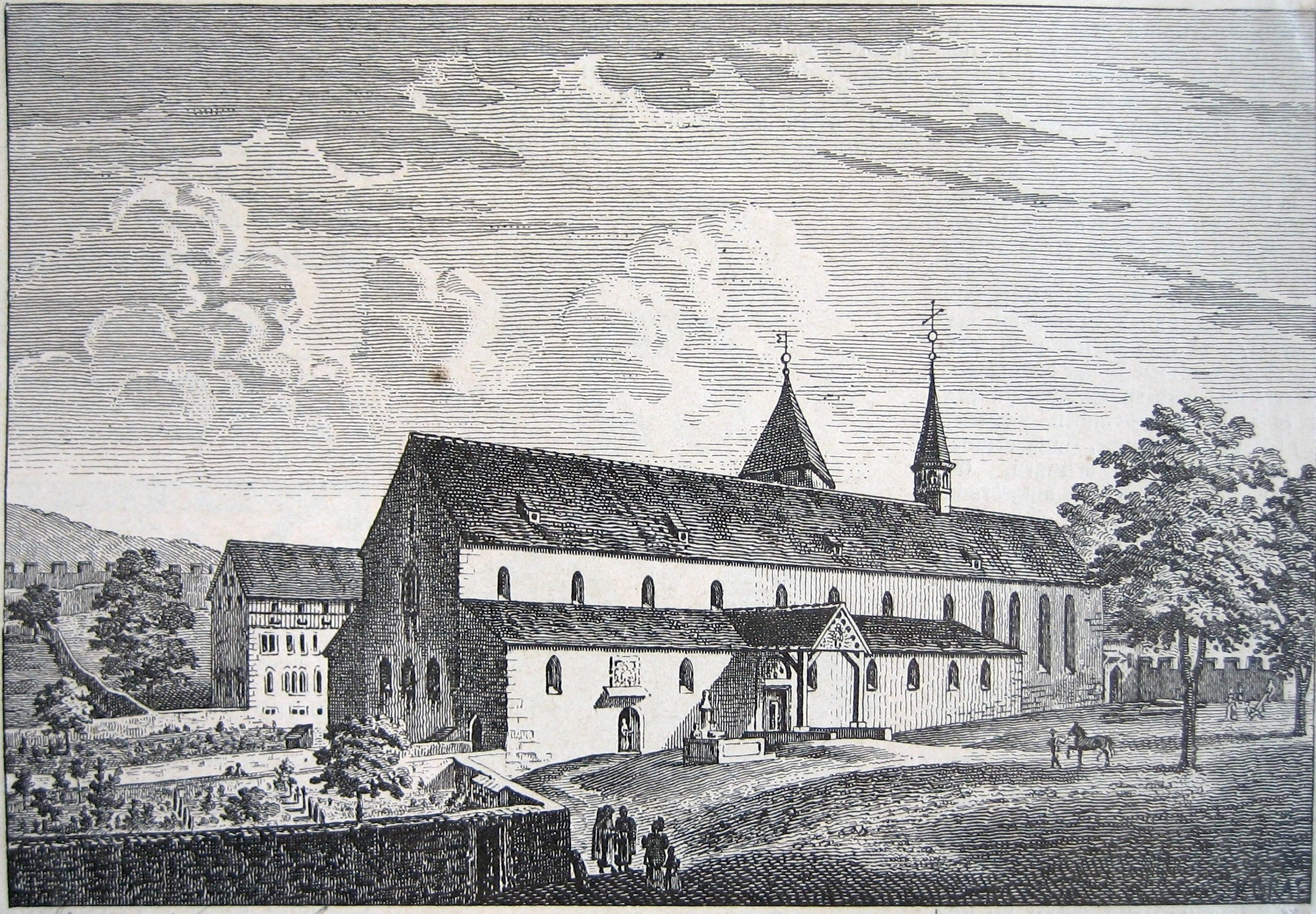
Kirche von Südwesten, Stich von Franz Hegi 1833
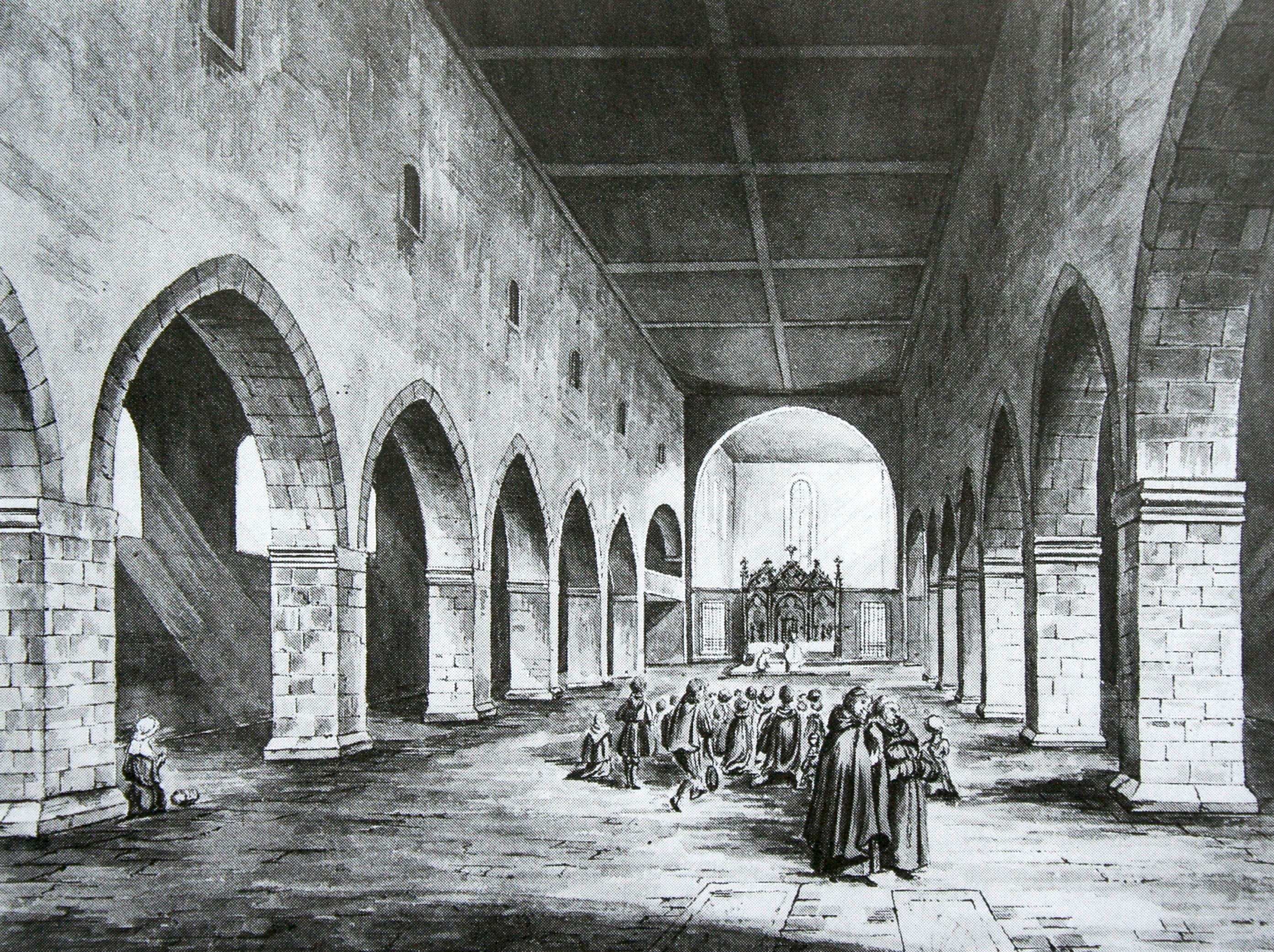
Chor um 1835

## Klosteranlage
Parallel zur Kirche, aber auf der anderen Seite des Wolfbaches, lag das Hauptgebäude, ein mächtiger rechteckiger Trakt, in dem unter anderem das Refektorium untergebracht war. In der Mitte verband ihn ein Quertrakt mit der Kirche. In den Quergang war der nordwestliche Teil des Kreuzgangs integriert. Nordwestlich des Quergangs lag der äussere Hof, der vom Wolfbach durchflossen wurde.

## Längstrakt

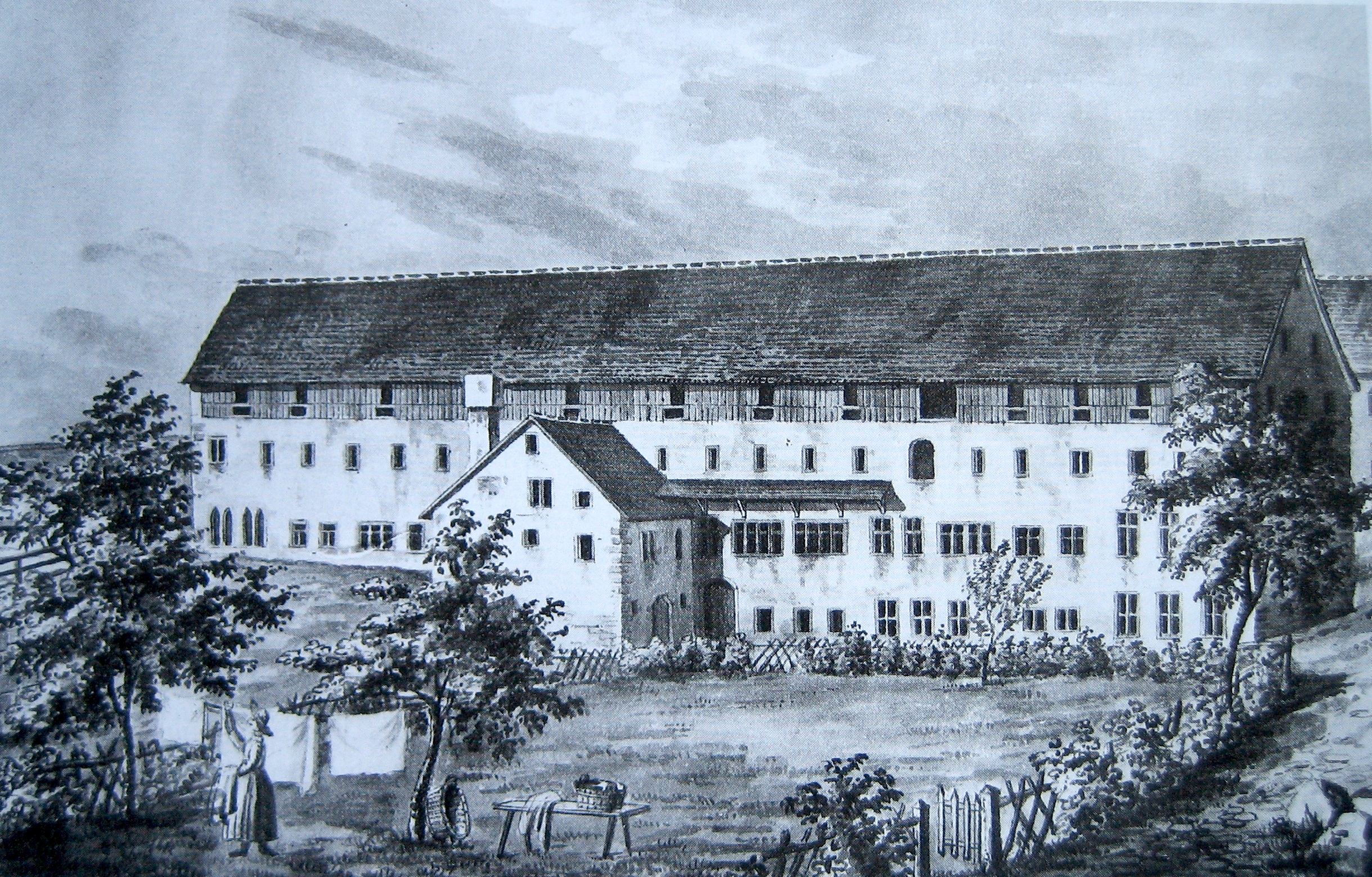
Längstrakt von Norden, Zeichnung von Emil Schulthess, um 1830

Der Längstrakt bestand aus zwei gemauerten Geschossen, darüber lag ein niedrigeres Obergeschoss aus Holz. Darin untergebracht waren das Sommerrefektorium, das von der Stadt für Empfänge genutzt wurde, und die Kammern der Brüder. Die Küche lag vermutlich in einem Anbau auf der Seite gegen die Stadtmauer. Im 19. Jahrhundert wurde das Gelände gegen den Hirschengraben um fünf Meter aufgefüllt, das Erdgeschoss wurde zum Keller. Es ist denkbar, dass sich die Fundamente des Küchenanbaus noch in dieser Auffüllung befinden. Im ehemaligen Erdgeschoss soll ein kleineres Refektorium gelegen haben.

## Quertrakt
Der Quertrakt bestand aus zwei Teilen, die heute noch erkennbar sind. Der kürzere Teil aus Holz schloss an den Längstrakt an, überbrückte den Wolfbach und verband das Konventshaus mit dem nordwestlichen Teil des Kreuzgangs. Heute ist darin in Treppenhaus untergebracht.
Im rechten, an die Kirche anschliessenden Teil, heute zum Obergericht gehörend, sind noch sieben Rundbogenfenster erhalten geblieben. In den Kellerräumen sind noch Reste des klosterzeitlichen Baus erhalten, darunter an der Schmalseite zum Bach ein vermauertes romanisches Fenster.

## Kreuzgang

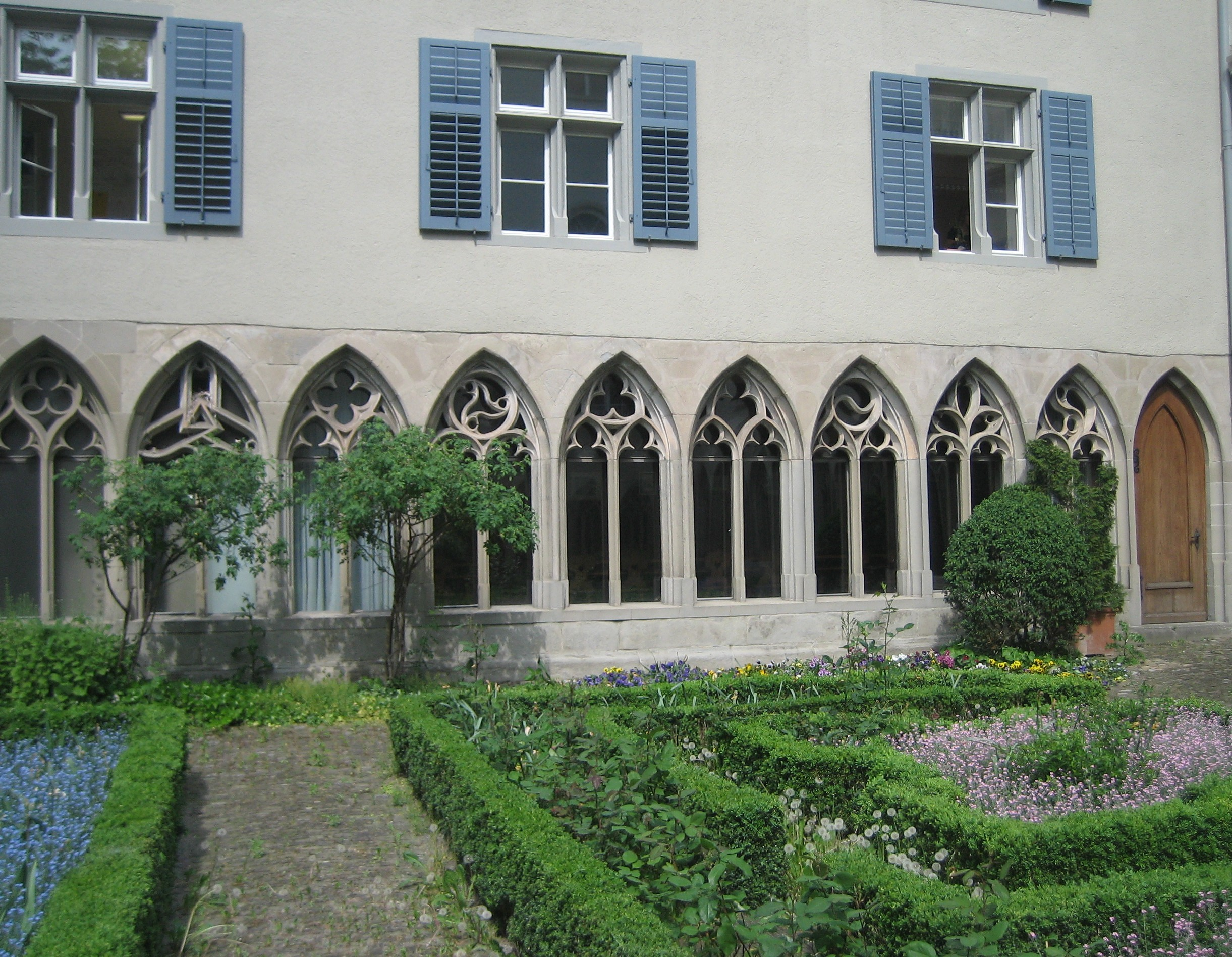
Kreuzgang nach NE
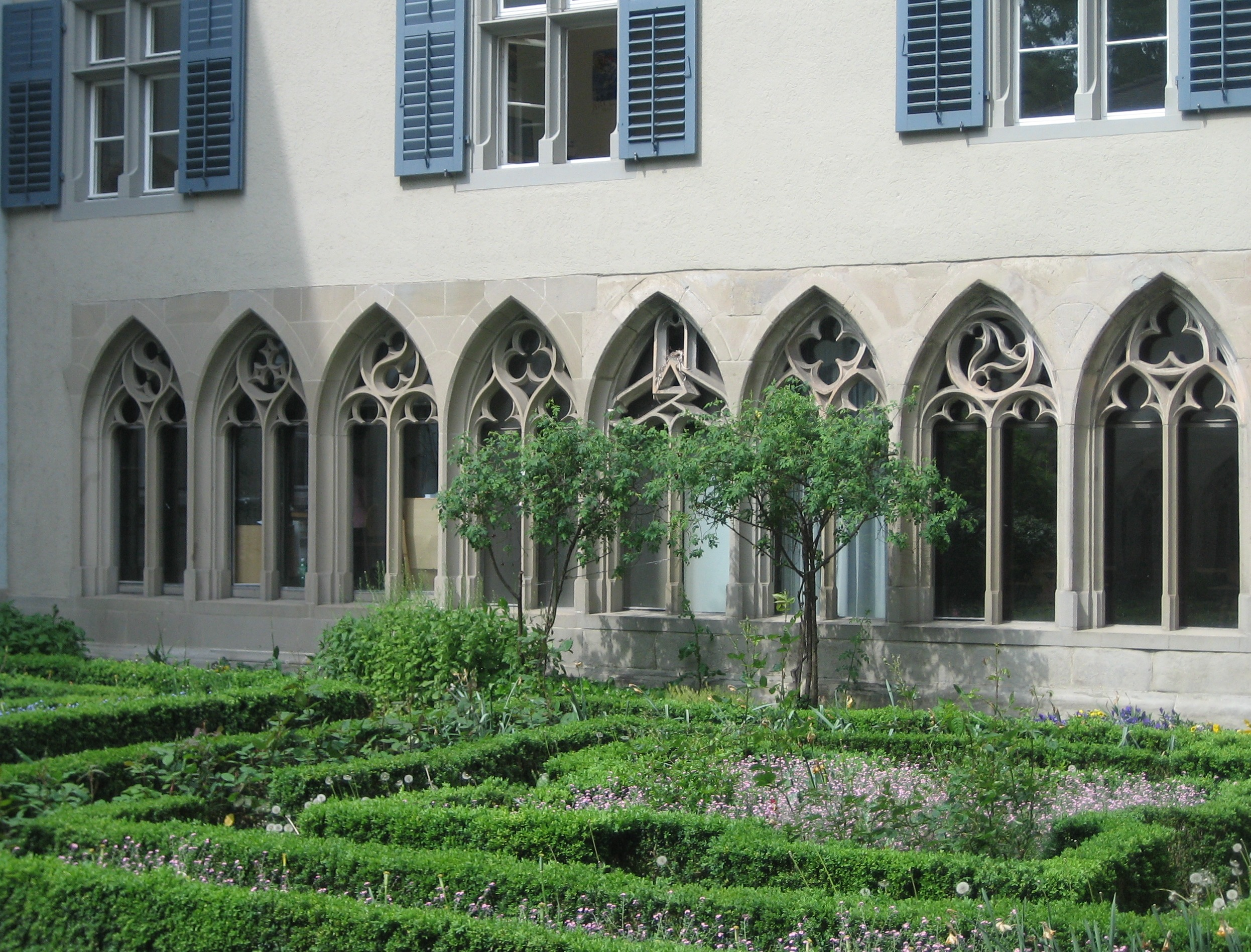
Kreuzgang nach NW
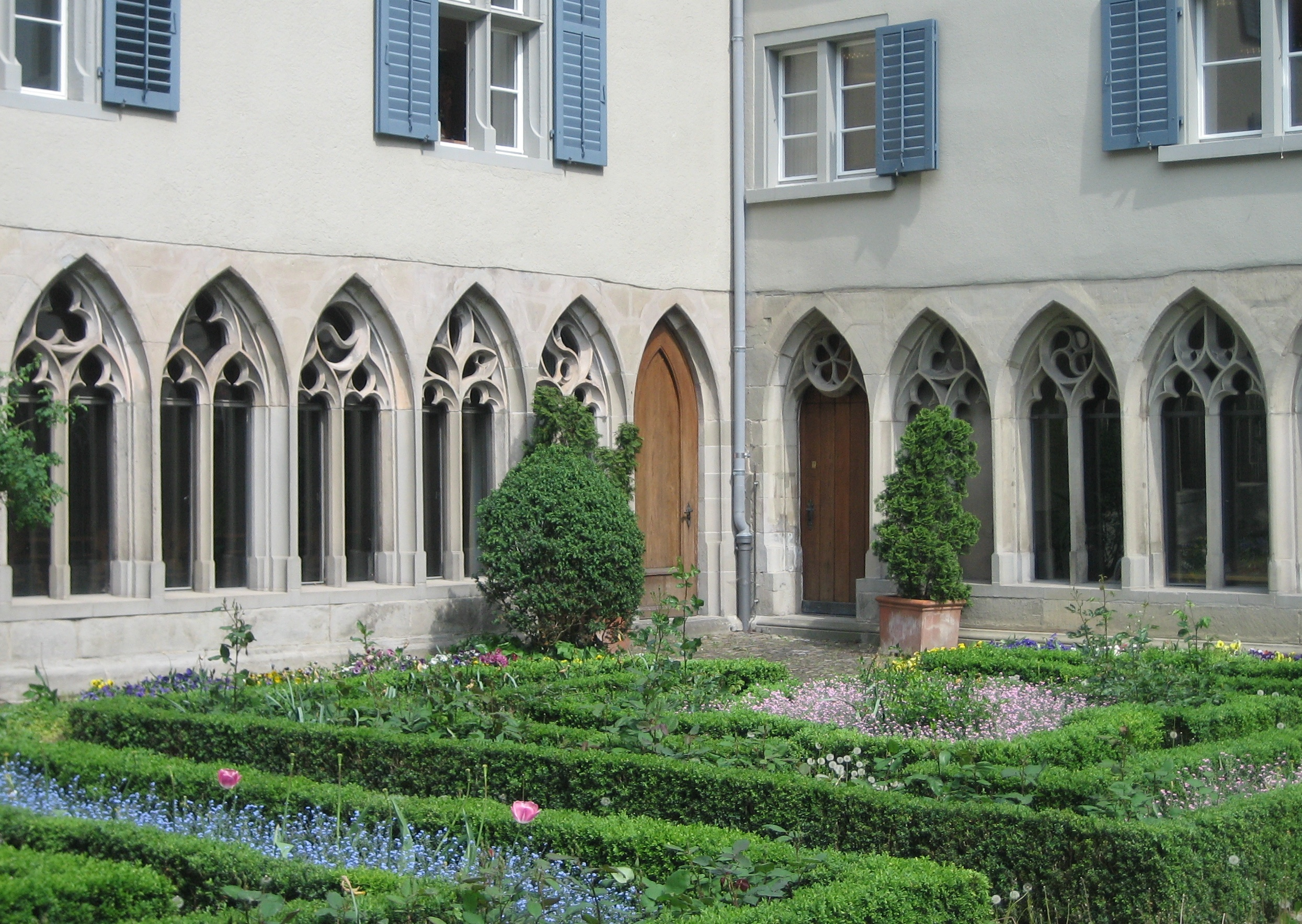
Ostecke
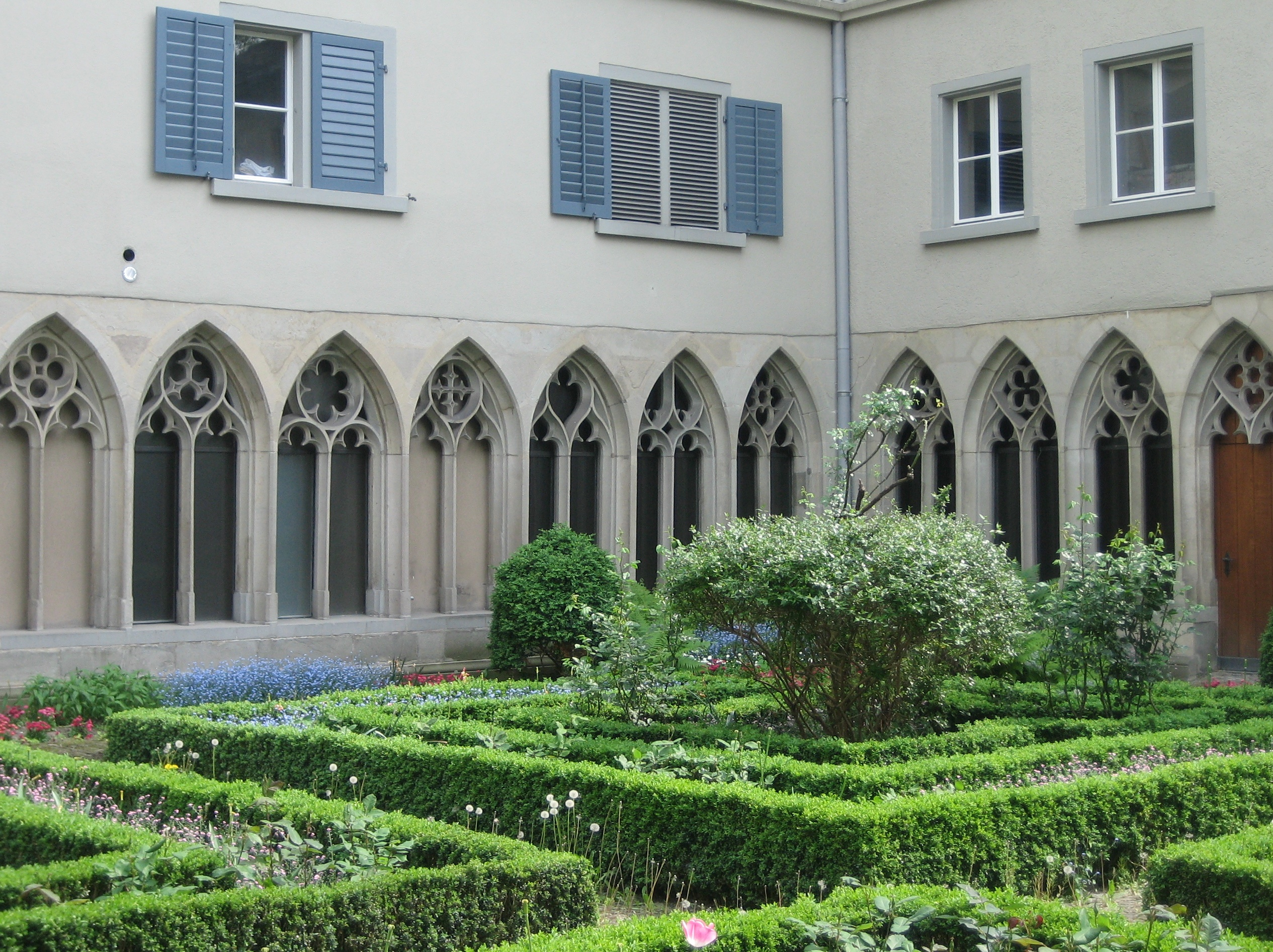
Südecke

Der heute noch erhaltene Kreuzgang liegt auf einer Terrasse, die gegen den Wolfbach etwa 4 bis 5 m aufgeschüttet worden war. Ob der 1259 erwähnte Kreuzgang an der gleichen Stelle lag, ist unklar. Wie auf dem Murerplan zu erkennen ist, war der nordöstliche Teil nicht mit anderen Bauten verbunden, sondern stand frei. Der Kreuzgang aus dem späten Mittelalter besass einen quadratischen Grundriss und auf jeder Seite 16 zweiteilige Spitzbogenfenster mit Masswerk, insgesamt 64.

### Masswerkarkaden
Beim Bau des Obergerichts 1837 wurden alle sechzehn Arkaden des Nordwestflügels und sieben des Nordostflügels abgebrochen, sie kamen als Geschenk an die Antiquarische Gesellschaft. Sechs oder acht davon wurden 1852/54 in das Logengebäude auf dem Lindenhof eingebaut.
Nach dem Brand des Theaters 1890 wurden zwölf Arkaden abgetragen, neun davon wurden als Fensterreihe in Raum 25 ins Landesmuseum verbracht. 1858/59 wurden vier Kopien in den Nordostflügel und vermutlich weitere vier in den Nordwestflügel eingebaut. 1960 wurden weitere acht Arkaden in Kopien in den Nordwestflügel eingebaut und die vier originalen restauriert.

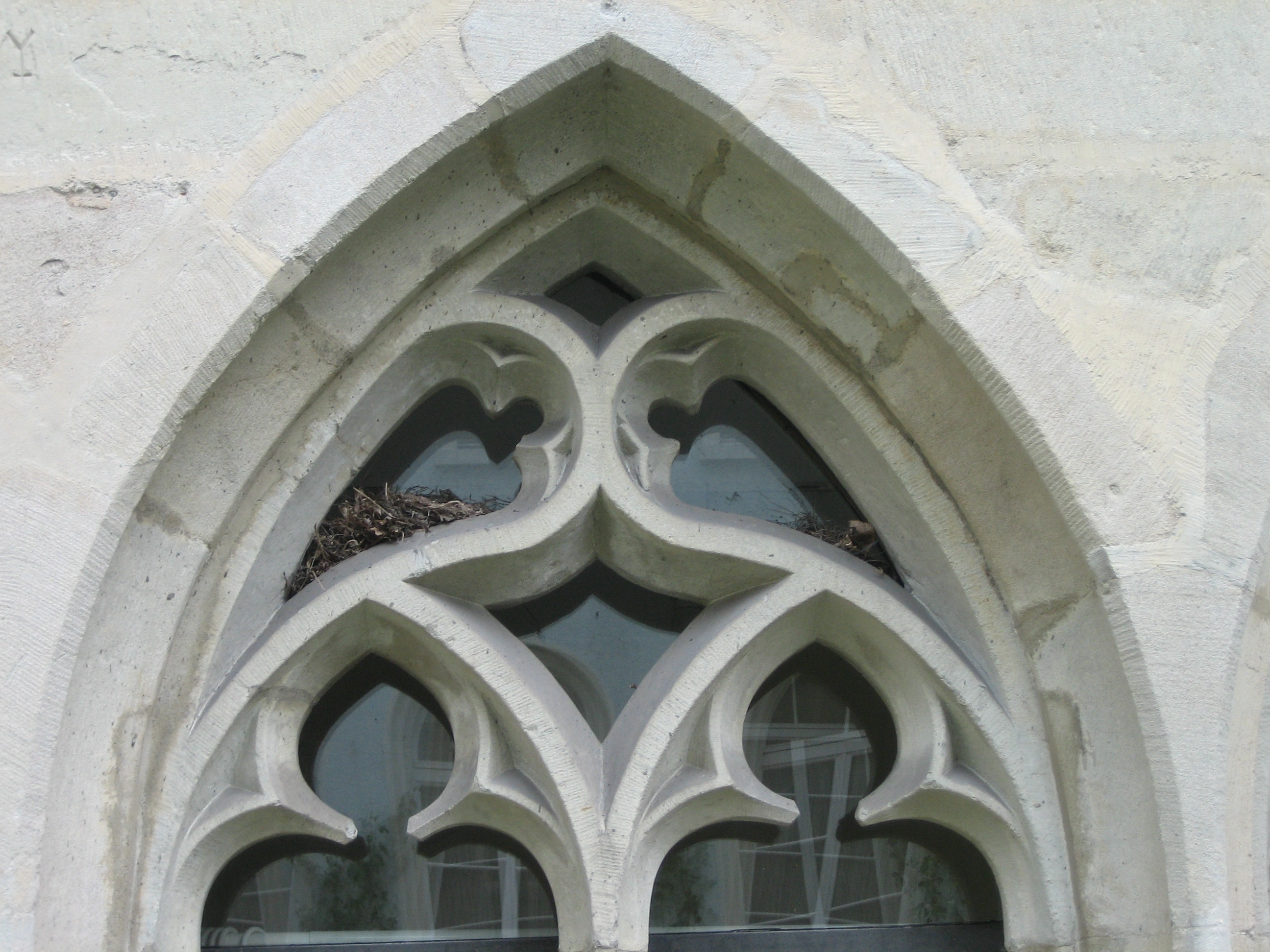
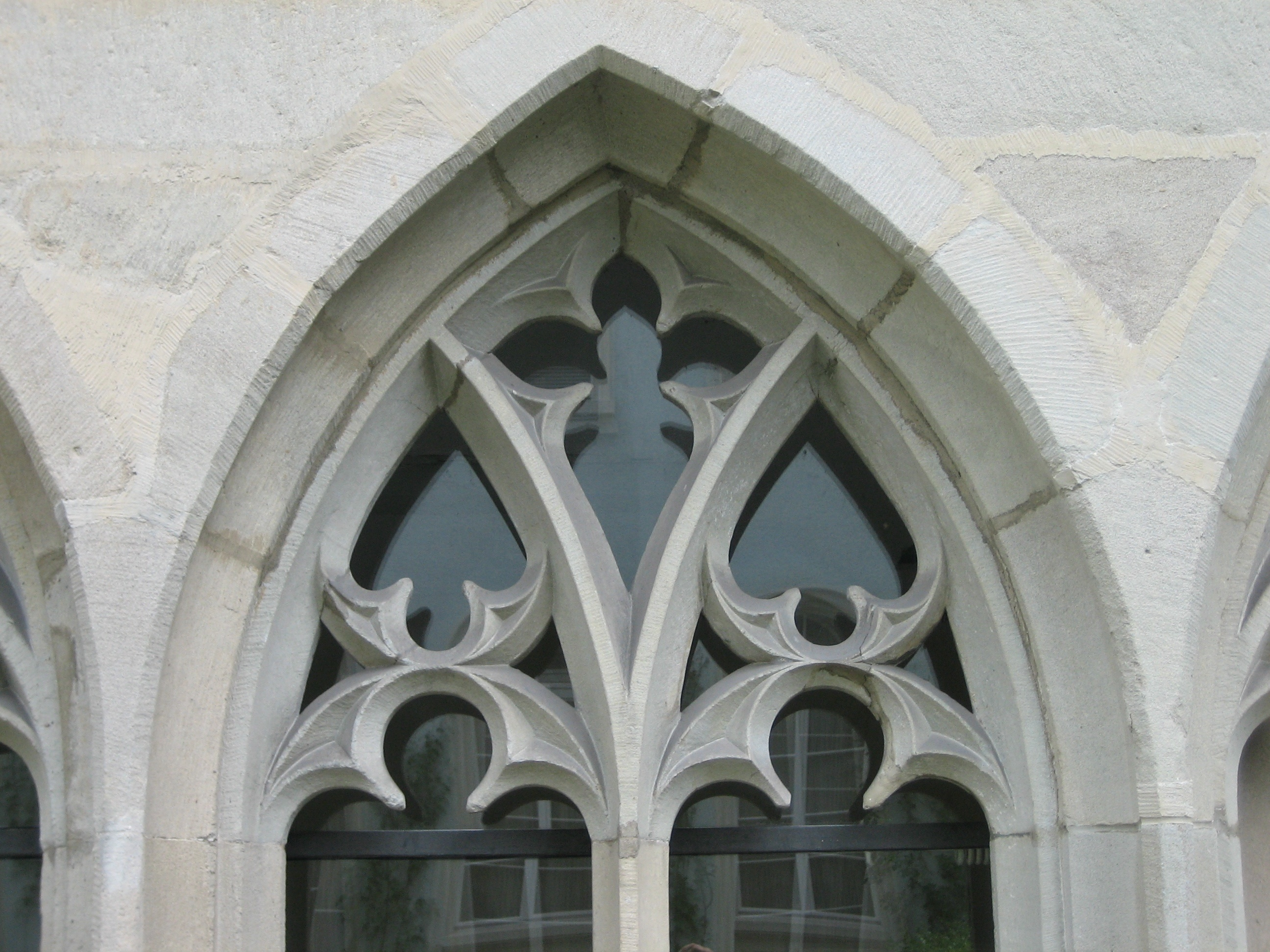
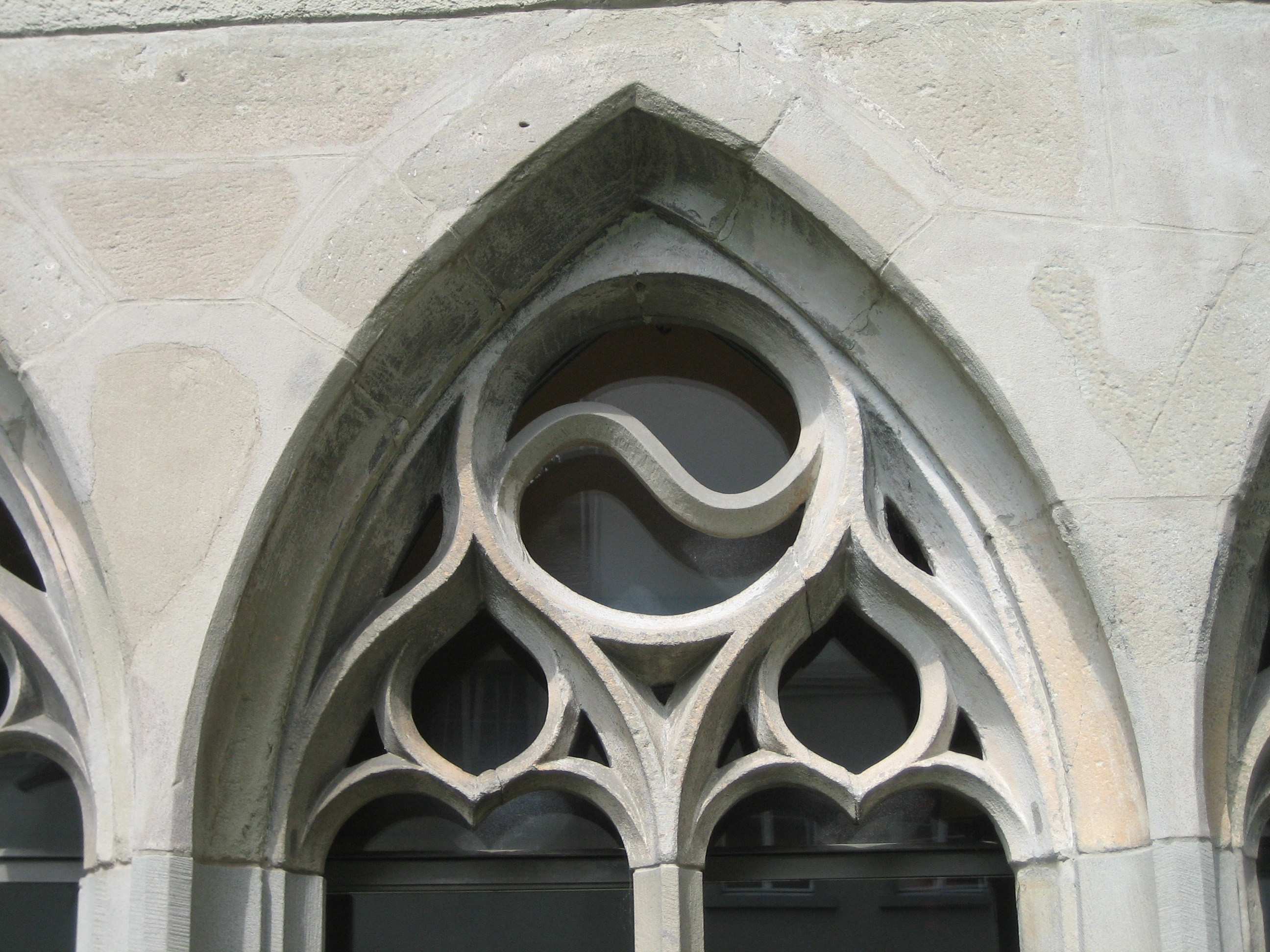
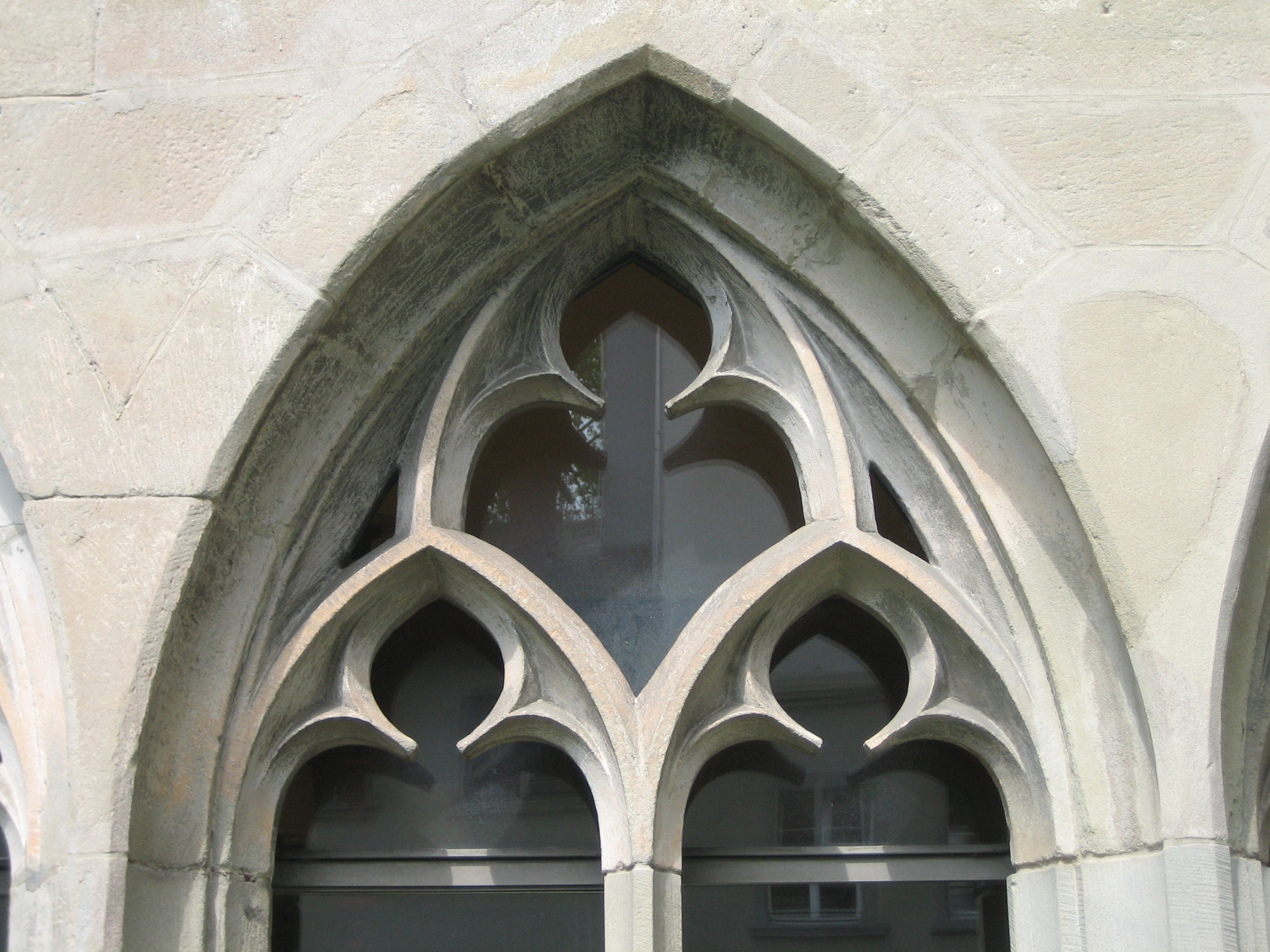
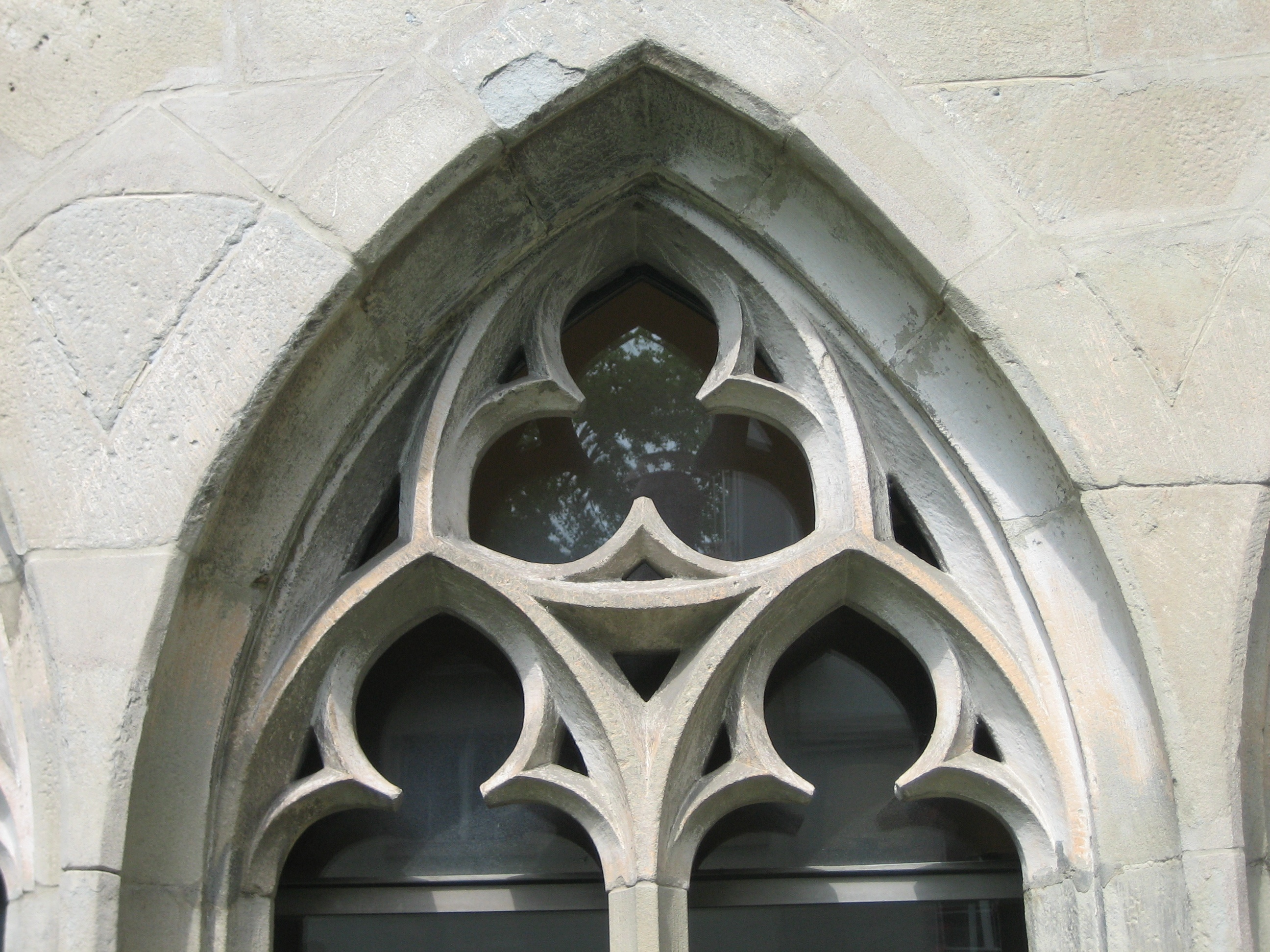

## Konventsgebäude

### Druckerei Froschauer
1527 gestattete der Rat, dass der Buchdrucker Christoph Froschauer in den Räumen des ehemaligen Barfüsserklosters seine Druckerei einrichten konnte; ein Mietvertrag wurde am 24. August 1528 unterzeichnet und 1546 um drei Jahre verlängert, in ansehen sin gwerb, der gemeiner stadt vil lob und rum gebracht. 1551 erwarb Froschauer die ehemaligen Gebäude des Klosters St. Verena an der Froschaugasse und richtete seine Druckerei dort ein.

### Obmannamt

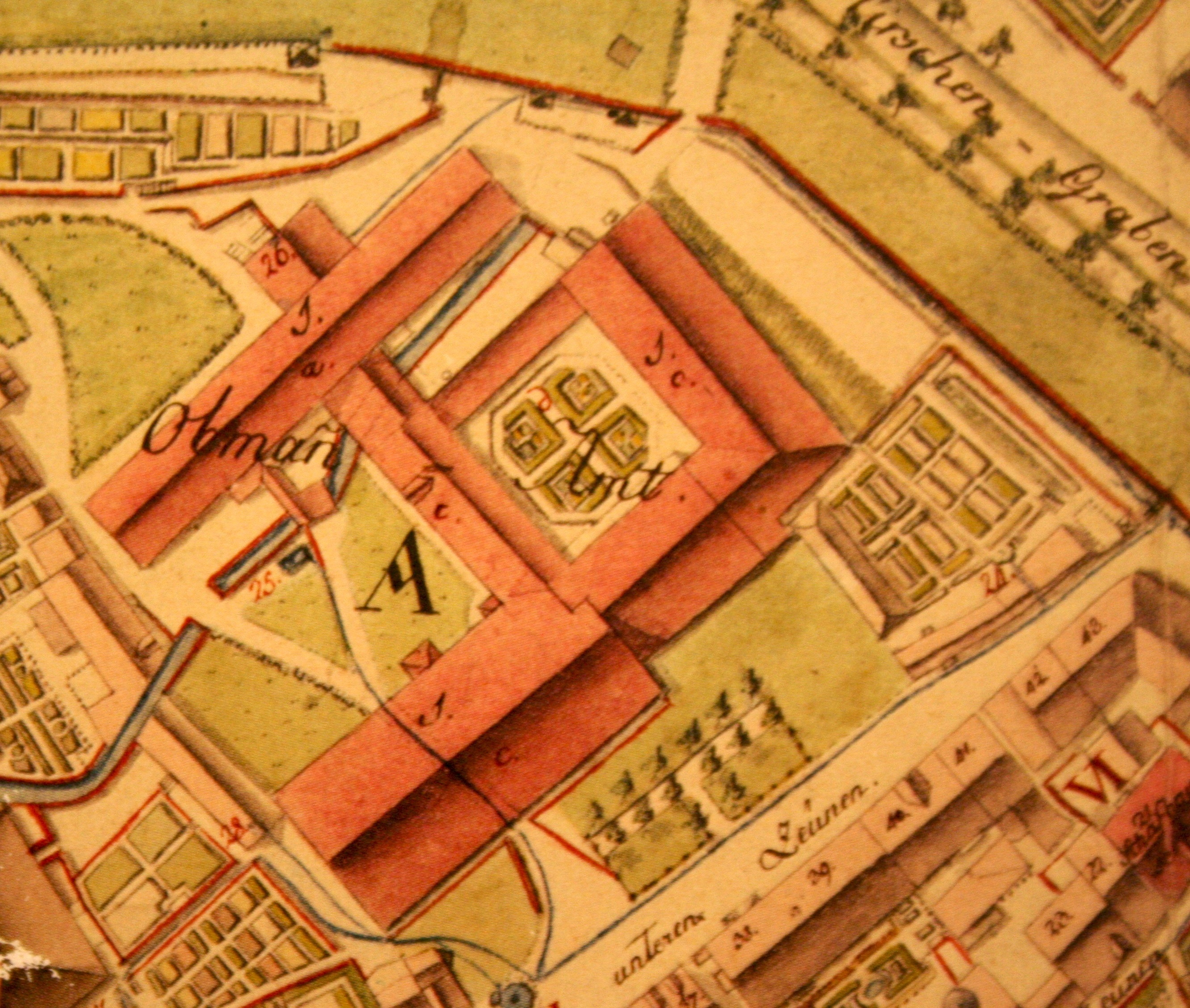
Das Obmannamt auf dem Müllerplan von 1793, geostet
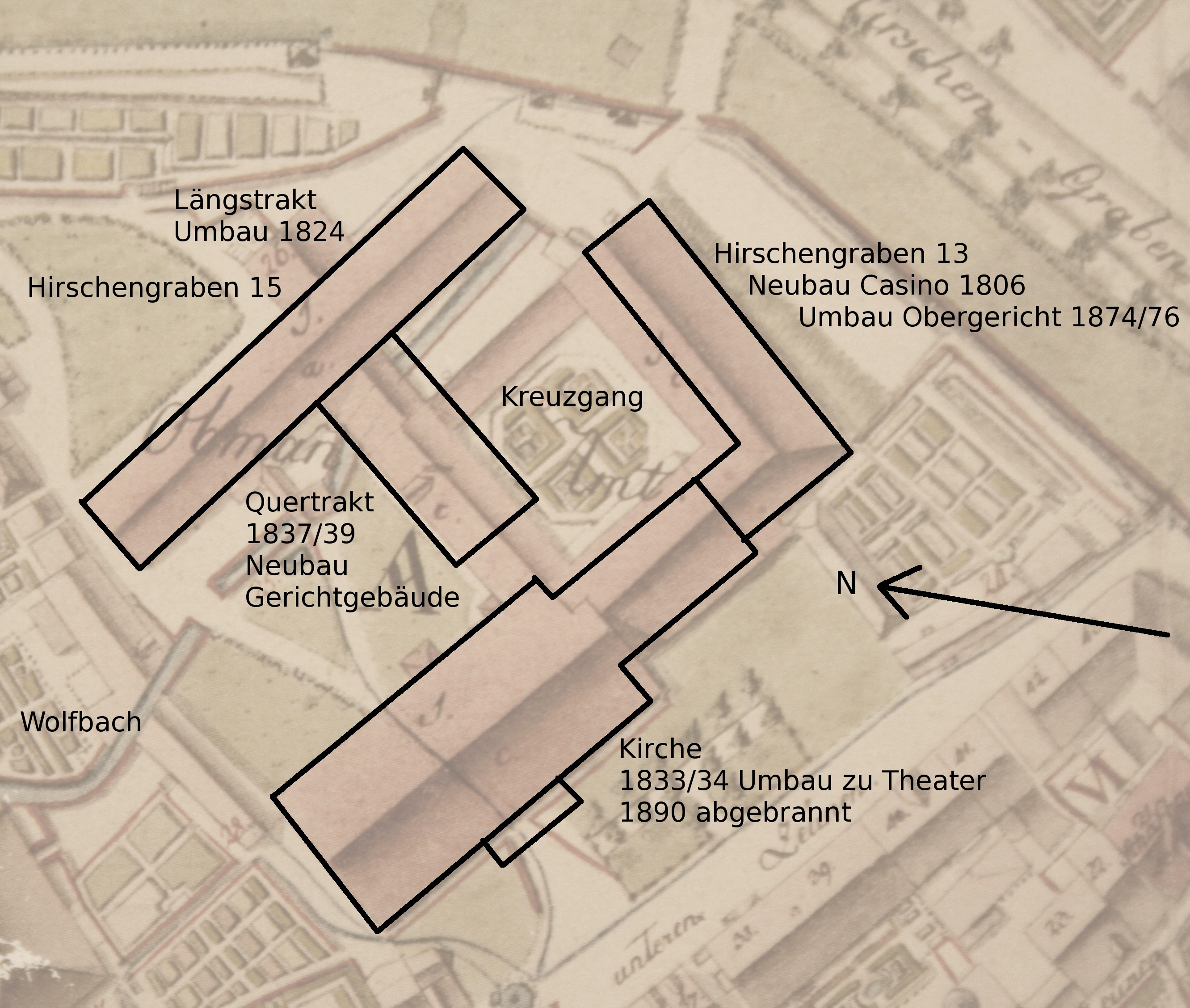
Lage und Funktion der Gebäude, basierend auf dem Müllerplan
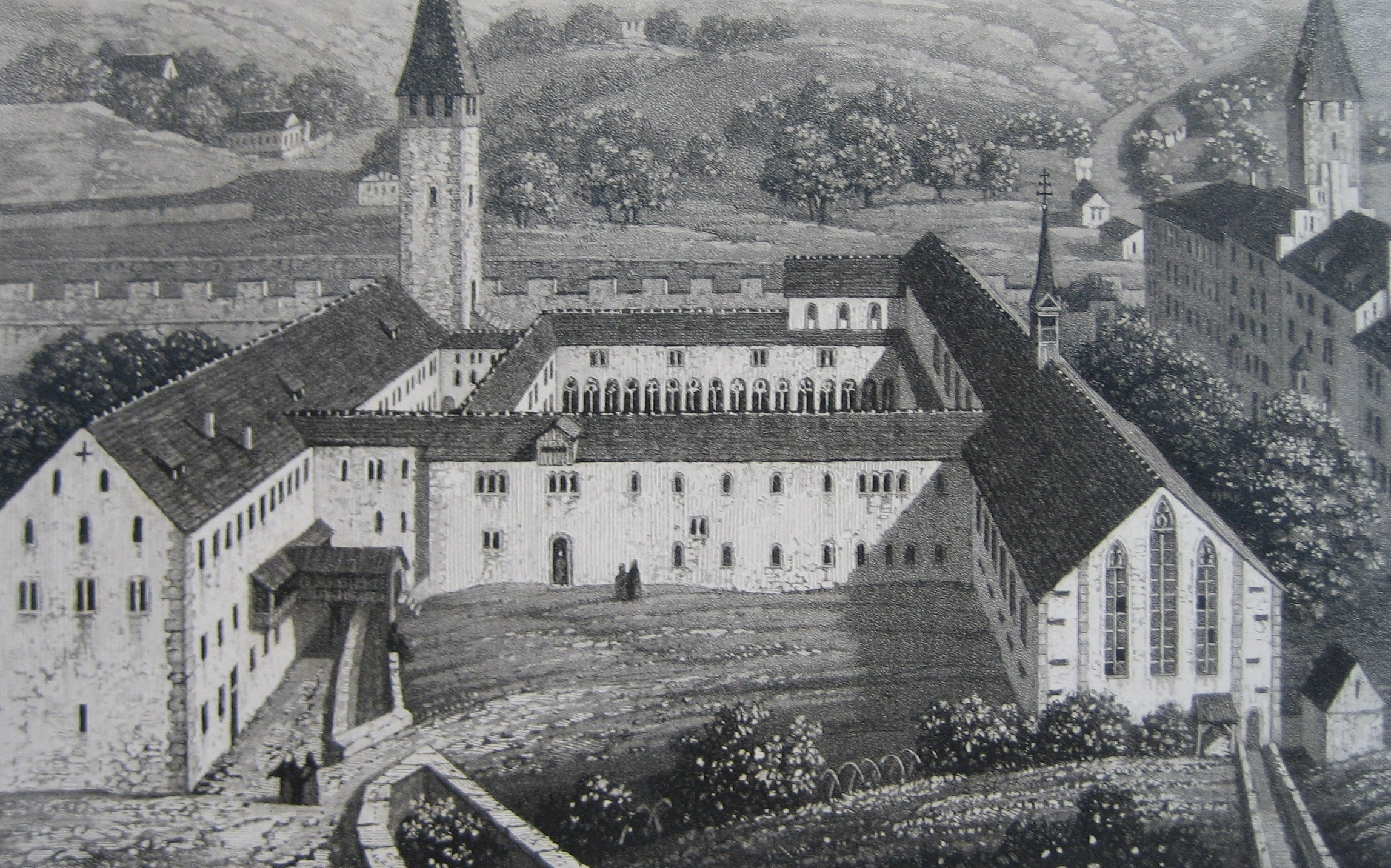
Das Obmannamt, Zeichnung von Paul Burkhard
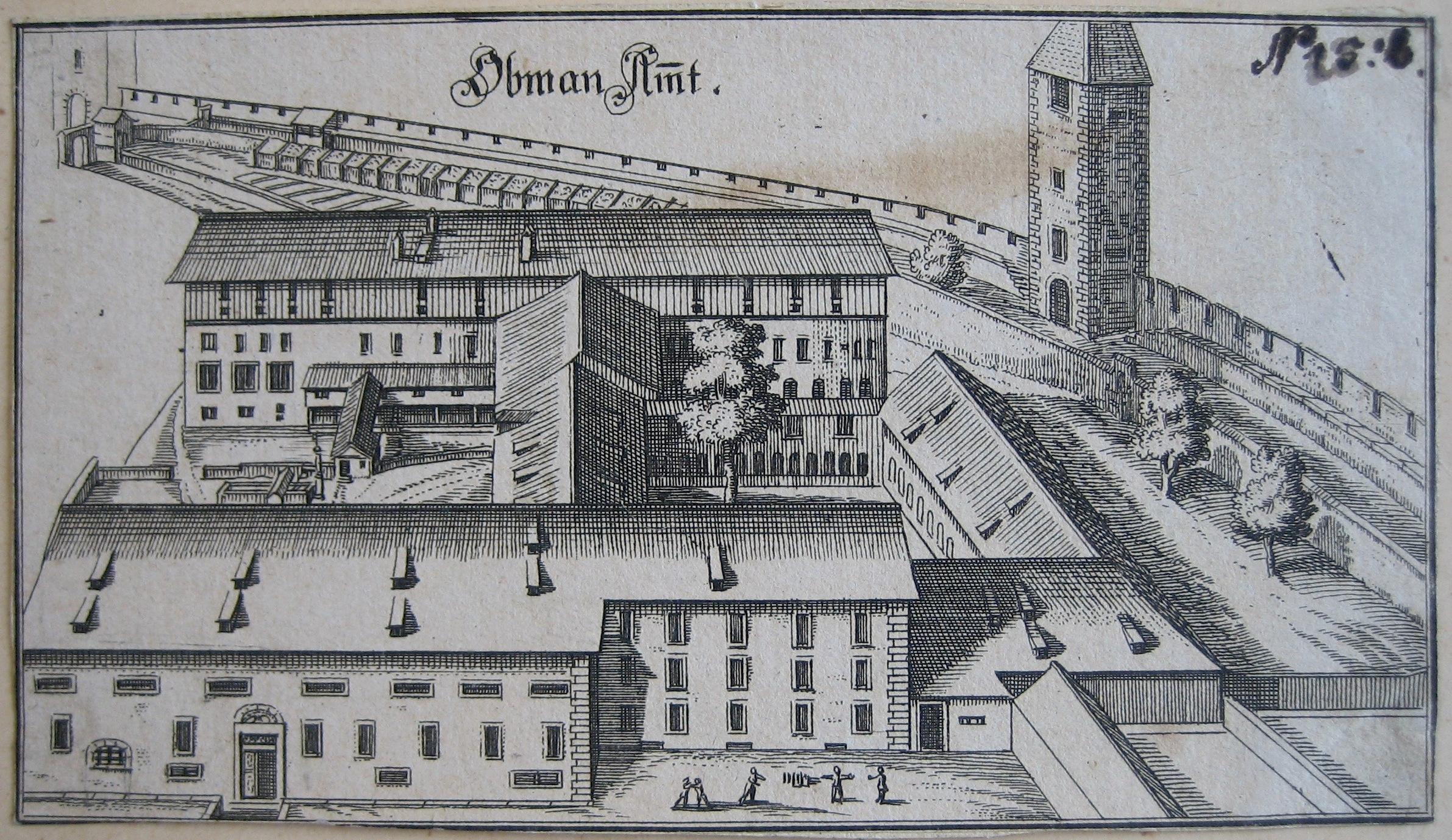
Das Obmannamt um 1704, Darstellung von Hans Heinrich Bluntschli

Das Obmannamt wurde 1533 nach der Aufhebung der Klöster geschaffen und verwaltete die Überschüsse der elf neuen Klösterämter, die vor allem in Getreide und Wein bestanden. Nach dem Auszug von Froschauer aus den Klosterräumlichkeiten im Jahr 1551 wurden die Räume vom Obmannamt besetzt. Kornschütten und Trotten waren bereits seit 1535 in der Klosterkirche eingerichtet worden. 1553 und 1554 wurden in Kirche und dem westlichen Kreuzgang weitere Kornschütten und Räume zur Lagerung von Fässern eingerichtet, im Längstrakt gegen den Hirschengraben wurden mehrere Wohn- und Arbeitsräume eingerichtet, 1555 ein «Badstübli». Der südwestliche Langchor wurde mit einem Treppenaufgang versehen.
1700/01 wurden in der Kirche drei weitere Böden eingezogen, das Dach neu gedeckt und die Sakristei abgebrochen. Sie wurde durch einen Neubau ersetzt, der später zum Casino umgebaut wurde. 1710 wurde der Saal im Längstrakt erneuert, die grössten Zahlungen gingen an den Maler Johann Melchior Füssli, der verschiedene Wappen und theologische Sprüche anbrachte. 1793 wurde das Haus mit einem neuen Walmdach gedeckt. Von der Reformation bis 1833 diente die Kirche also als städtisches Kornhaus. Blieben bis jetzt die Klostergebäude als solche noch erkennbar, brachten die Um- und Neubauten des 19. Jahrhunderts grundlegende Änderungen.

## 19. Jahrhundert

### Casino
1806 erwarb die Assemblee-Gesellschaft vom Staat einen Gebäudeteil des ehemaligen Barfüsserklosters, den «Trottkeller» nordöstlich des alten Kreuzganges. Nach Plänen von Hans Caspar Escher wurde für 40'000 Franken ein Neubau in streng klassizistischem Stil errichtet, der als eines der schönsten Gebäude der Stadt galt.
1874 kaufte die Stadt das Casino zurück und baute es in den folgenden Jahren zur Umnutzung als Obergericht um. Nach dem Umbau von 1874 bis 1876 blieben nur Aussenwände der Seitenflügel erhalten. Die Räume des Casinos – ein grosser Konzertsaal, ein kleiner Ballsaal, ein Foyer und zwei kleine Salons – wurden von verschiedenen Gruppierungen benutzt.

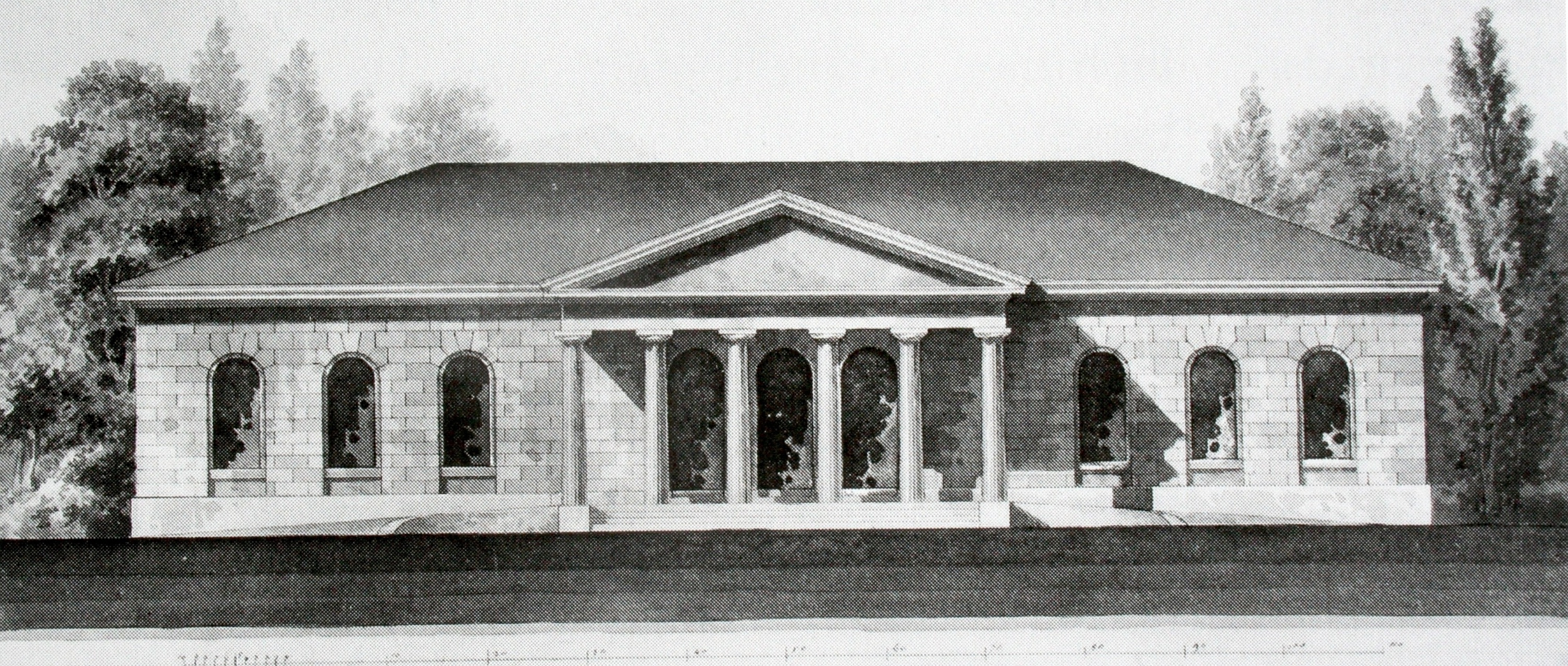
Casino: Zeichnung von Hans Caspar Escher, 1805
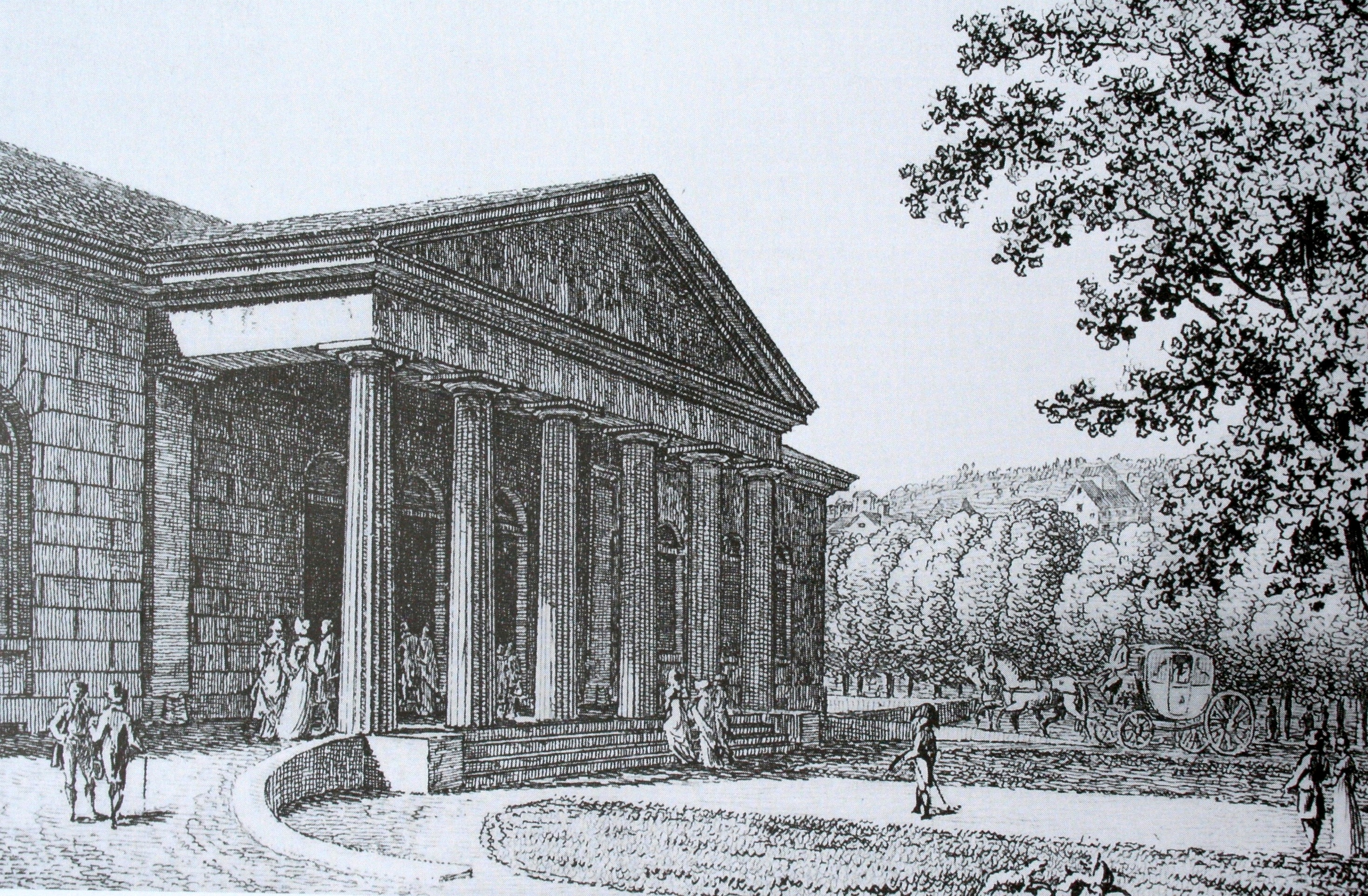
Radierung von Franz Hegi, um 1814
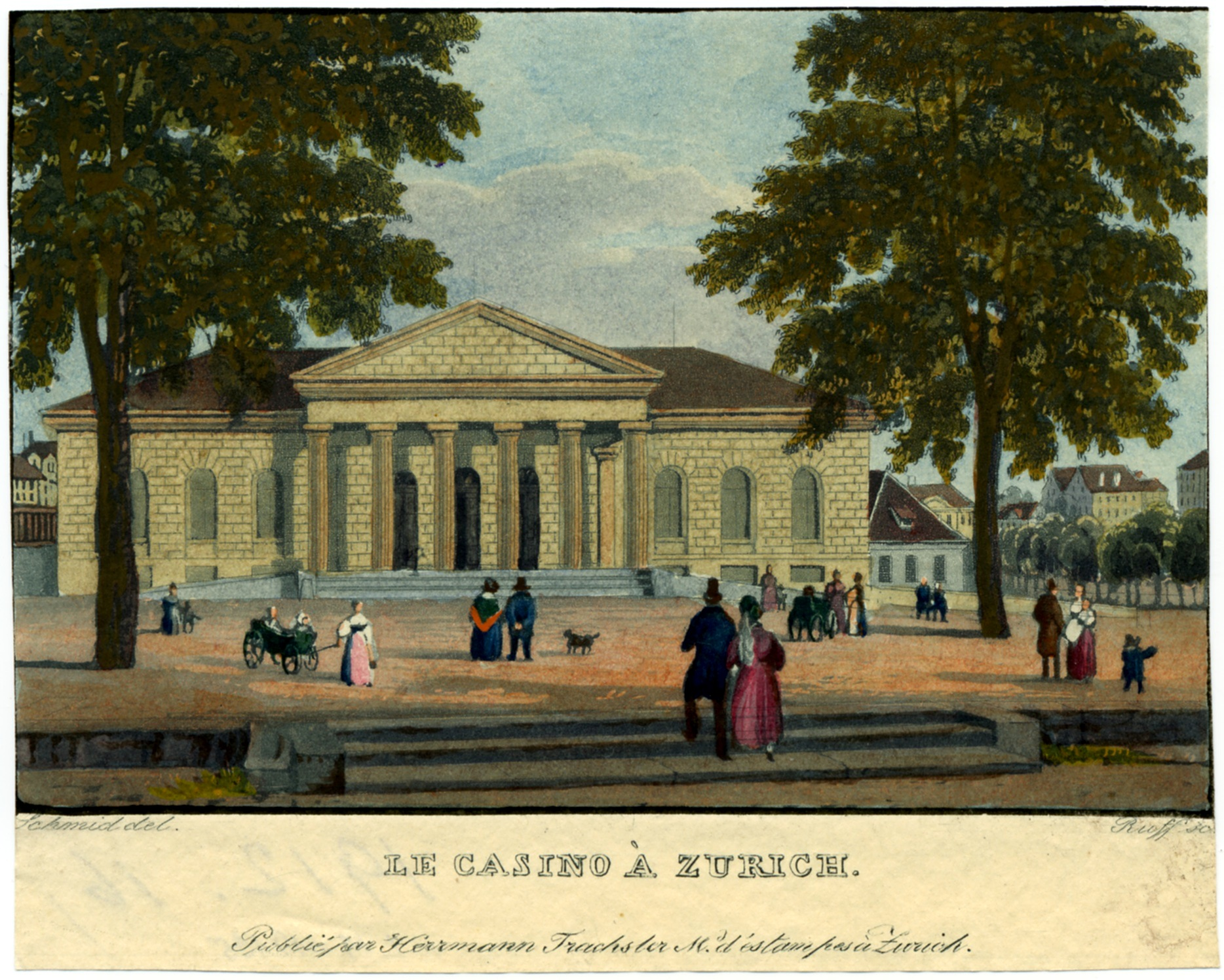
Zeichnung von Franz Schmid, 1839

### Kanzlei
Ab 1812 wurden im Längstrakt im ehemaligen Sommerrefektorium Räume für die Eidgenössische Kanzlei und den Obmann eingerichtet, der Küchenanbau wurde abgerissen und der Zugang auf die Hirschengrabenseite verlegt.
Einem weiteren eingreifenden Umbau fiel 1824/25 der grosse Konventssaal zum Opfer. Zudem wurde die Fassade nach Plänen von Hans Conrad Stadler neu gestaltet und das Gelände auf der Seite zum Hirschengraben um mehrere Meter aufgefüllt, so dass das bisherige Erdgeschoss zu Kellerräumen wurde. Der Umbau des nordwestlichen Teils erfolgte 1833.

### Obergericht

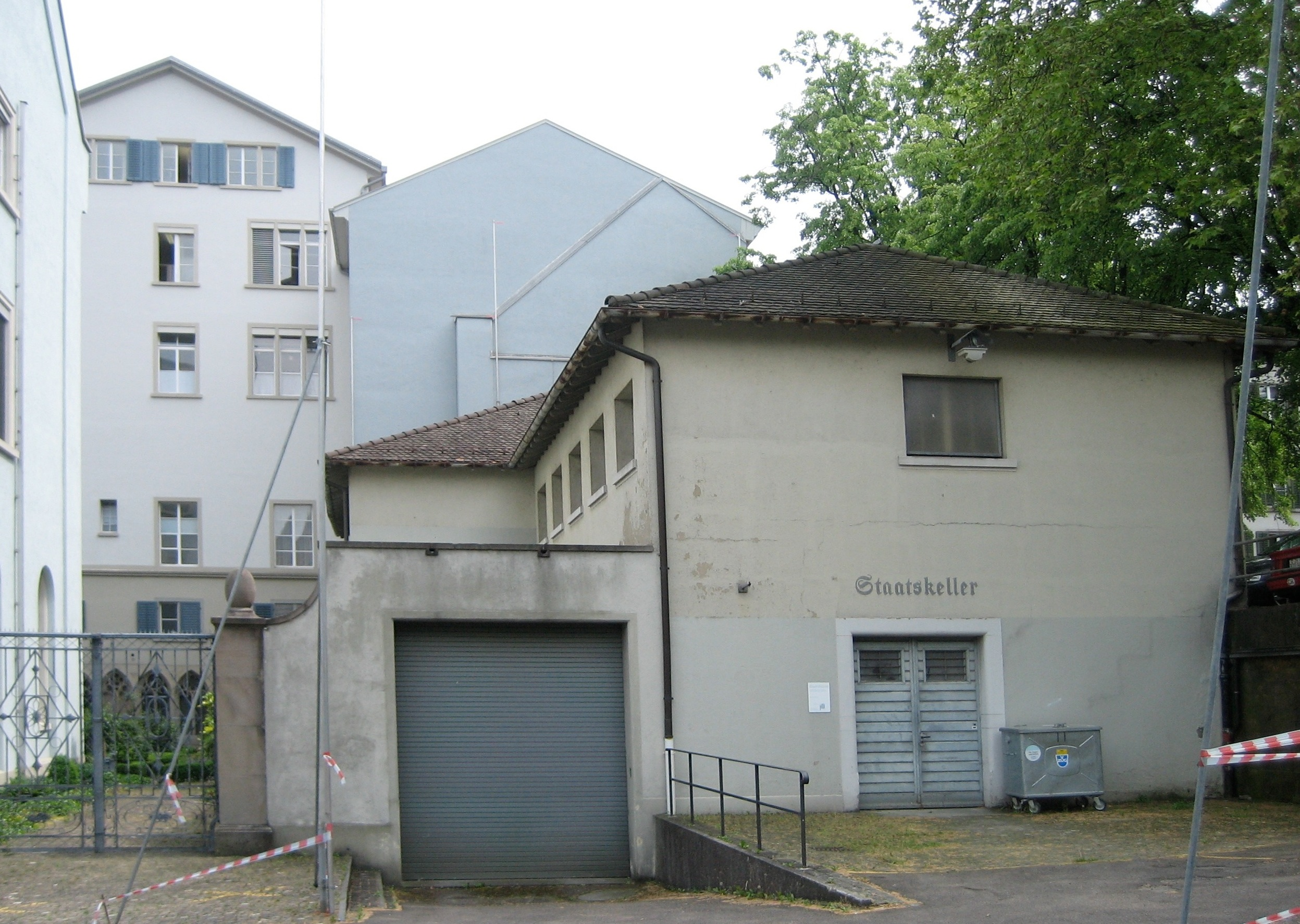
Standort der ehemaligen Kirche, deren Konturen sich in der Bildmitte noch abzeichnen

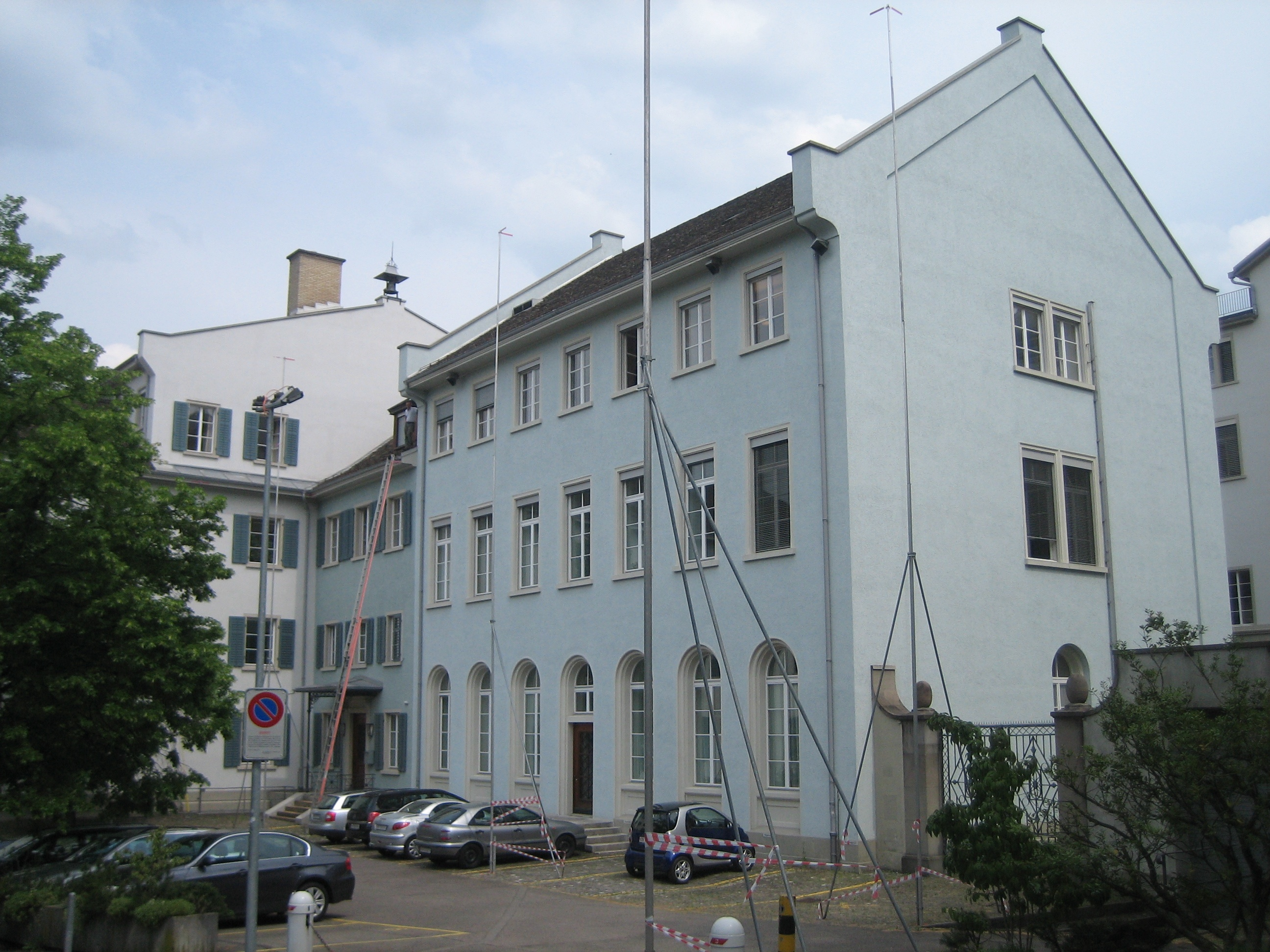
Der neue Quertrakt. Rechts das Portal zum Kreuzgang

Da durch die Aufhebung des Obmannamtes 1833 die meisten Räume frei geworden waren, beschloss der Regierungsrat einen Neu- beziehungsweise Umbau des gegen den Neumarkt gelegenen Teils für die Aufnahme von «Regierungs-Collegien». Diese Umbauten dauerten bis 1840. Dabei wurde auch der Anbau über dem Wolfbach abgetragen, der Bach teilweise überdeckt und die von Melchior Füssli gemalten Wappenschilder übertüncht. In die neuen Gebäude zog 1835 die Obergerichtskanzlei. 1839 wurde der Trakt um eine Etage und 1839/40 der Längstrakt ebenfalls um ein Geschoss erhöht und umgebaut.
Der kürzere, an das Amthaus anschliessende Teil des ehemaligen Verbindungstrakts zwischen dem Theater in der ehemaligen Kirche und dem Längstrakt wurde nur umgebaut und mit einer neuen Fassade versehen.
Der längere Teil wurde nach Plänen und unter der Leitung von Ferdinand Stadler 1837 vollständig abgebrochen und neu gebaut. Erhalten blieben die Kellerräume und die Trennwand zum Treppenhaus im kürzeren Teil. Im Unterschied zum ursprünglichen Bau reichte der neu Quertrakt nicht bis zum Theatergebäude, wurde dafür auf die Breite des kurzen Trakts verbreitert. Dazu wurden der ganze Nordwest- und der halbe Nordostflügels des Kreuzgangs abgebrochen. Der Neubau wurde 1837 bezogen und 1967 um ein Geschoss erhöht.
Nach der Einführung des Geschworenengerichts wurde das Innere des Quertrakts umgestaltet und die Räume anders aufgeteilt.
1874–1876 wurde das ehemalige Casino zum Kantonalen Ober- und Schwurgerichtsgebäude umgebaut; vom eleganten Bau Eschers blieben nur die beiden Flügel mit den Rundbogenfenstern bestehen, die durch ein Obergeschoss überbaut wurden. Anstelle des Säulenportikus wurde 1880 im Längstrakt ein massiver dreigeschossiger Mittelteil erstellt. Von der ursprünglichen Ausstattung im Inneren sind nur noch Spuren erhalten, so etwa das Geländer im Treppenhaus des Mitteltrakts. Das letzte alte Mobiliar aus dem Geschworenensaal wurde 1970/71 entfernt.

### 20. Jahrhundert

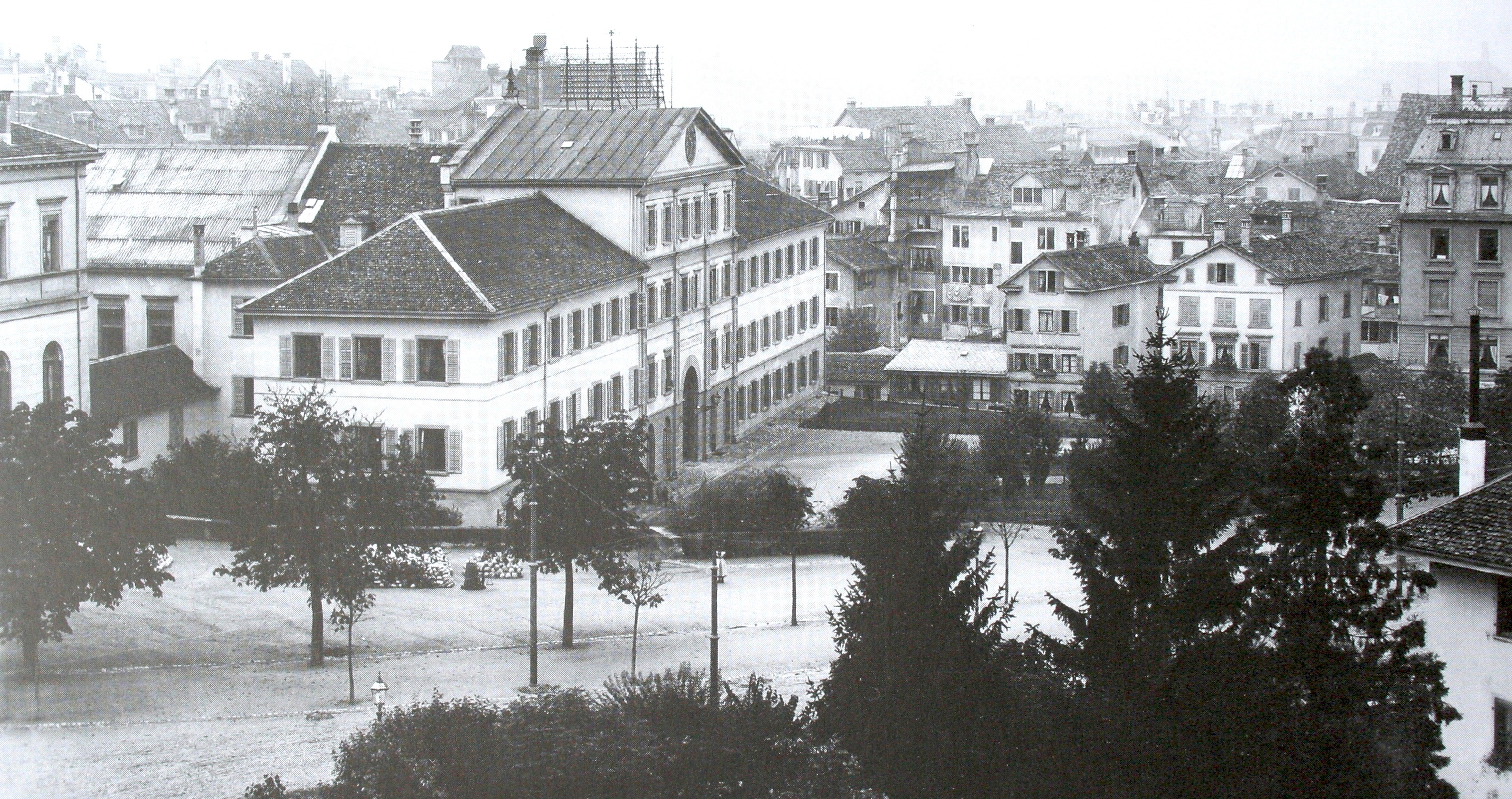
Der Längstrakt um 1900. Ansicht von Süden

1936 wurde der Nordostflügel des Kreuzgangs um ein Geschoss aufgestockt. Das Gebäude der Staatskellerei wurde bis in den Bereich des ehemaligen Kirchenschiffs verlängert. Bei diesen Arbeiten wurde Reste von Grundmauern aus Kirchen und Theater (siehe folgendes Kapitel) beseitigt. Unterhalb des Niveaus des Kreuzgangs wurden zwei menschliche Skelette gefunden.
In die Lücke zwischen der ehemaligen Kirche und dem verkürzten Quertrakt wurde anstelle des bisherigen Blechtores das frühklassizistische Hofportal aus der Liegenschaft St. Urban an der Stadelhoferstrasse 23 eingesetzt. 1984 wurde die Lücke zwischen dem Längstrakt und dem Nordostflügel des Kreuzgangs mit einem eingeschossigen Bibliothekstrakt geschlossen.

## Das Aktientheater
Der Wunsch nach einem eigenen Theater in der Stadt führte im Oktober 1830 zur Gründung einer Theatergesellschaft, die 1832 den Regierungsrat um Überlassung eines geeigneten Gebäudes ersuchte. Zur Finanzierung wurde die «Actiengesellschaft für ein Theater und Museums-Gebäude in Zürich» gegründet, die Aktienausgabe wurde im Dezember 1832 veröffentlicht. Präsident war Oberstleutnant Karl Georg Bürkli, Mitglied des Grossen Rats, der später selber Flöte, Kontrabass und Pauke im Orchester spielte. Am 17. November 1832 ersteigerte der Verein die ehemalige Kirche des Barfüsserklosters, der Kaufvertrag wurde im Januar 1833 unterzeichnet. 1834 erfolgte der Umbau des Gebäudes nach Plänen von Louis Pfyffer von Wyher, wobei eine Erhöhung nicht gestattet war.
Der einstige Vorchorbereich und der vordere Teil des Schiffes dienten als Bühne, das mittlere Drittel wurde zu einem halbrunden Zuschauerraum mit ansteigenden Sitzen ausgebaut. Im hinteren Teil lag das Foyer und in den hinteren Seitenschiffen lagen Garderoben und Nebenräume. Längs der Schiffswände stiegen senkrecht übereinander vier Galerien auf. Der Umbau konnte noch 1834 abgeschlossen werden und das Theater mit seinen 800 Plätzen wurde am 10. November feierlich eröffnet.
Erste Direktorin war Charlotte Birch-Pfeiffer, die dem Theater bis 1843 vorstand. Im Aktientheater dirigierte zwischen 1852 und 1855 der im Zürcher Exil lebende Richard Wagner mehrere Vorstellungen seiner Opern Der Fliegende Holländer und Tannhäuser. Bis 1855 wurde das Theater durch Kerzen beleuchtet, dann wurde ein Kronleuchter mit 60 Gaslampen angeschafft. Zuletzt ersetzte man die Kerzen der Orchestermusiker.

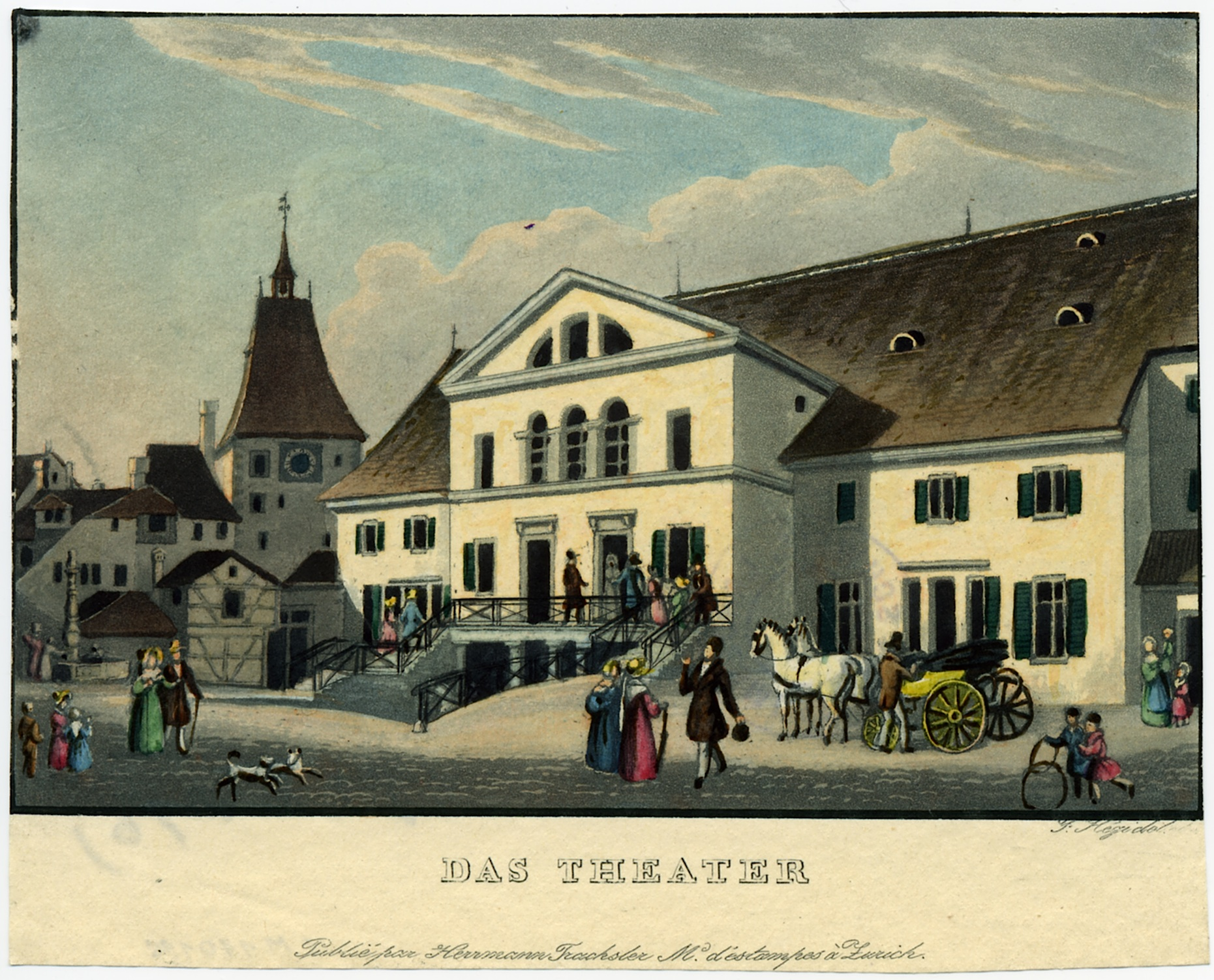
Das Aktientheater 1839. Aquatinta von Franz Hegi
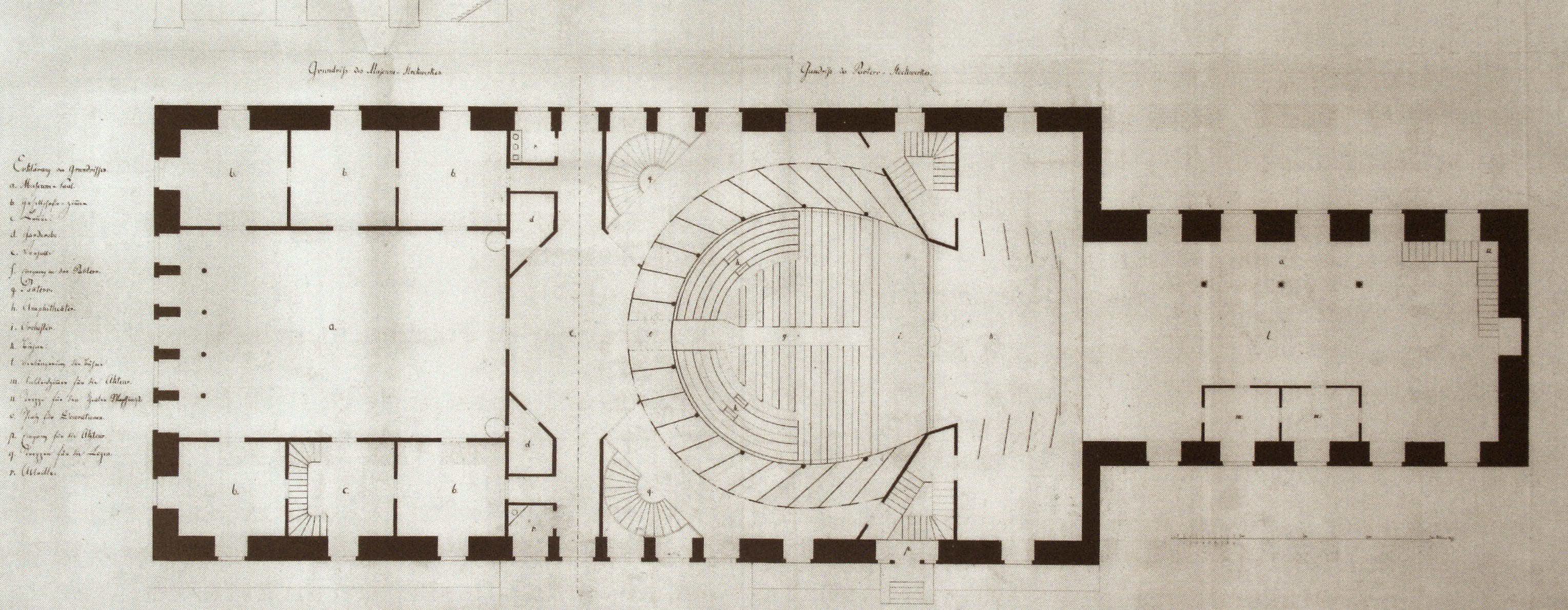
Grundriss des Aktientheaters
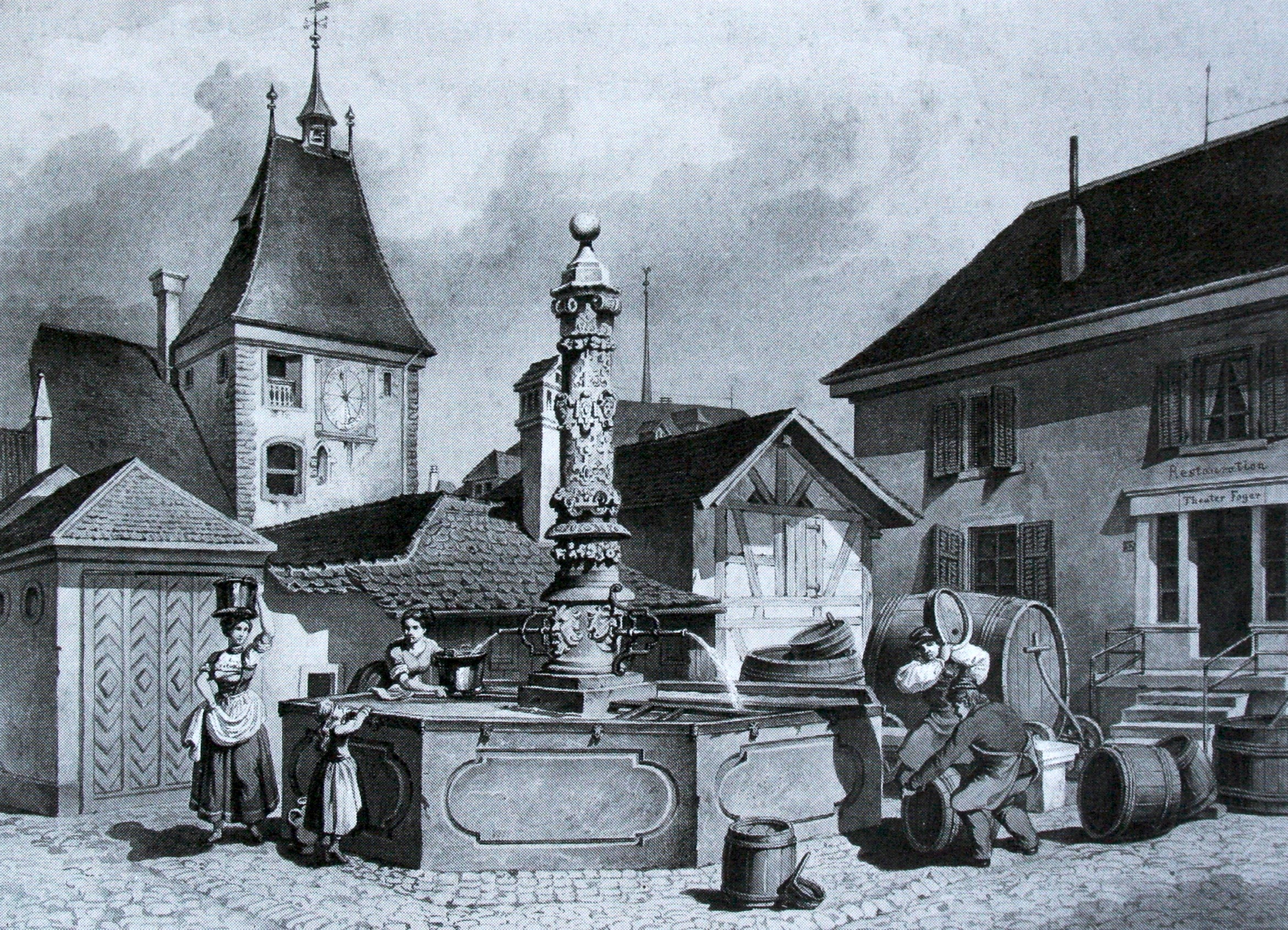
Brunnen, heute bei der Predigerkirche. Rechts der Eingang zum Theater

### Der Brand
In der Neujahrsnacht 1890 brannte das Gebäude nieder. Das Feuer brach gegen 21.30 Uhr in einem Holzbehälter auf dem Dachboden aus, noch bevor die Vorstellung zu Ende war. Der Feuerwehr gelang es nur noch, die umliegenden Gebäude zu schützen, aus dem Theater selbst konnte praktisch nichts mehr gerettet werden. Menschen kamen nicht zu Schaden.

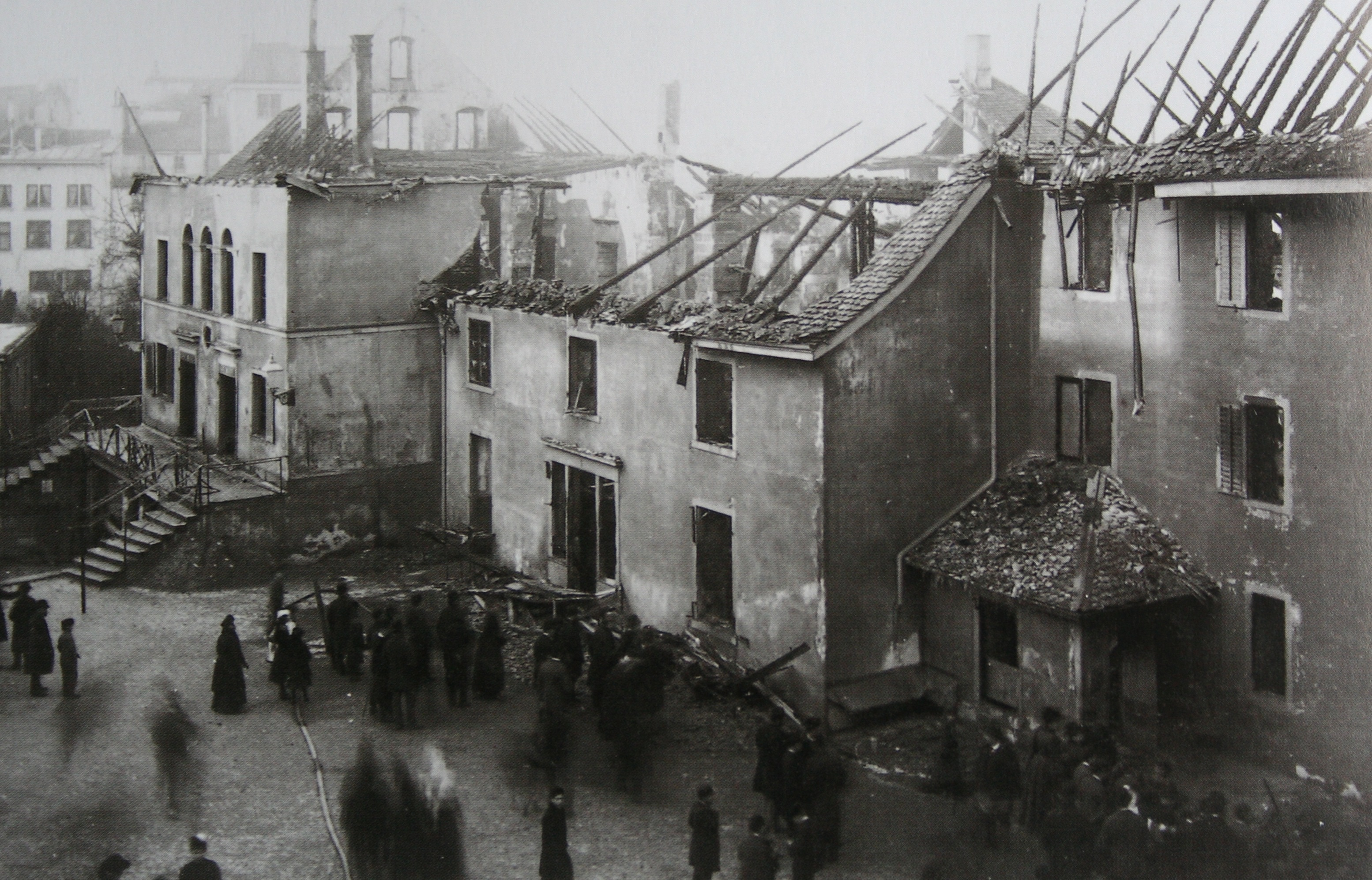
Das abgebrannte Aktientheater am 4. Januar 1890
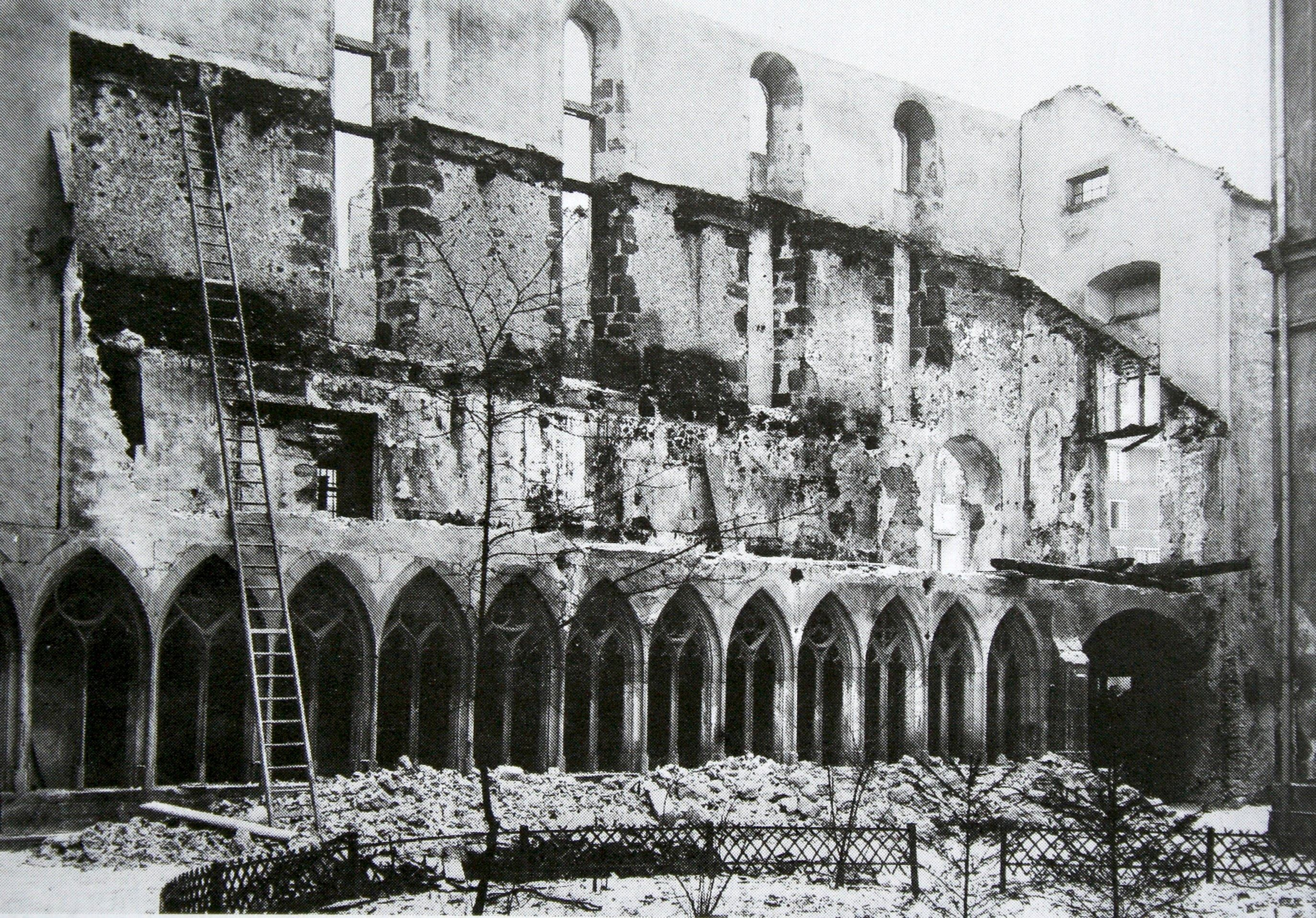
Brandruine, Ansicht von Osten
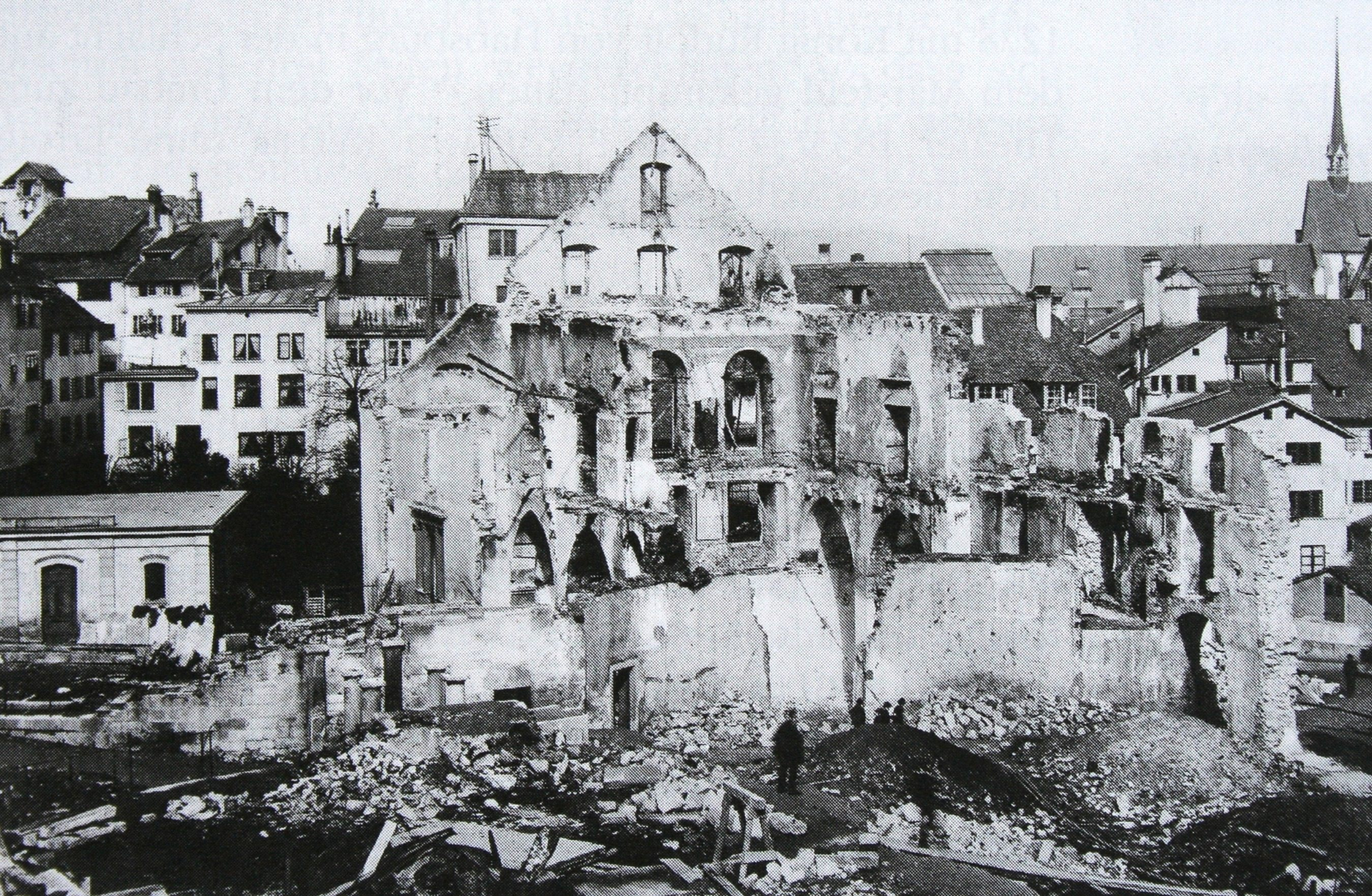
Im März 1890, Blick nach Norden
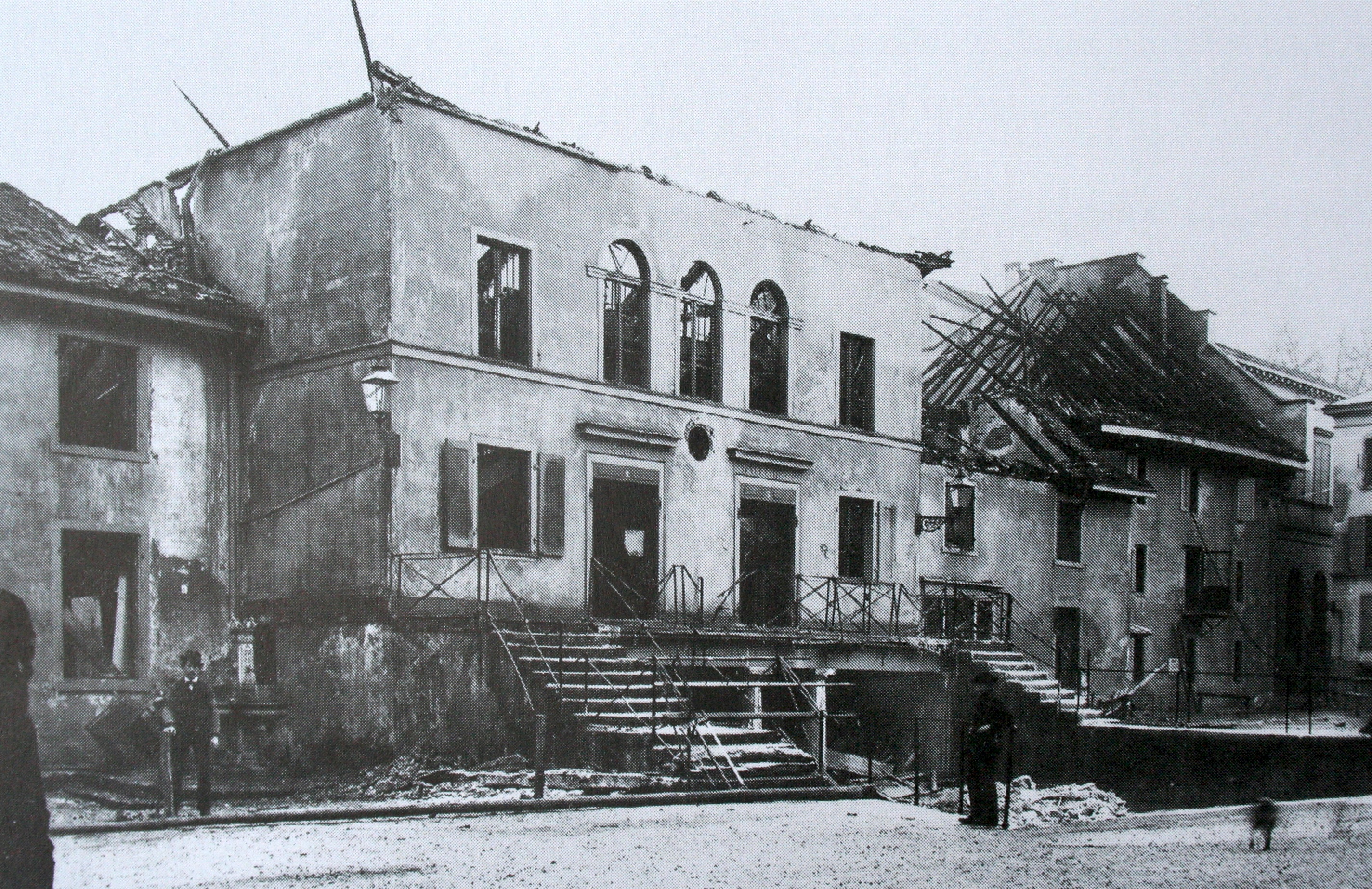
Eingangspartie, 7. Januar 1890

Die Abbrucharbeiten zogen sich bis in den Frühling 1890 hin. An der Stelle des ehemaligen Kirchenchors wurde später die Staatskellerei errichtet. Die Staatskellerei wurde 1862 durch Beschluss des Regierungsrates und mit Unterschrift des damaligen Staatsschreibers Gottfried Keller gegründet. 2002 wurde die Kellerei aufgehoben, die Räume werden vom Obergericht genutzt. Das übrige Gelände steht leer und dient als Parkplatz.
Am 18. Januar 1890 beschloss die Generalversammlung der Theater-Aktiengesellschaft den Bau eines neuen Theaters neben dem heutigen Sechseläutenplatz. Das Stadttheater wurde am 30. September 1891 eröffnet und 1961 in Opernhaus umbenannt.

### Neue Ausgrabungen

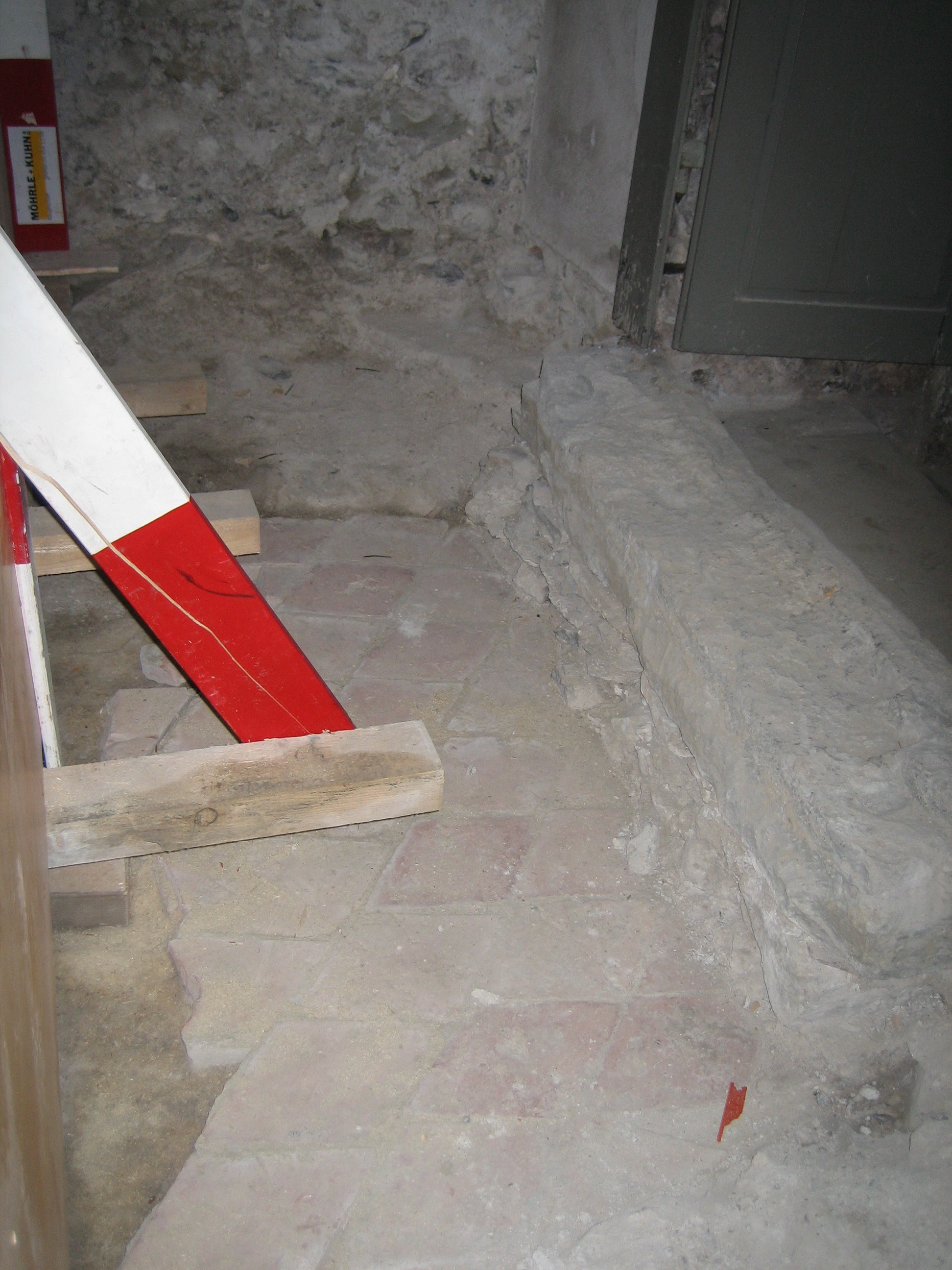
Alter Boden

Seit 2007 finden südwestlich des Kreuzgangs unterhalb des ehemaligen Chors Ausgrabungen statt. Ergebnisse liegen noch keine vor.